# 日本國鐵205系電力動車組
205系電力動車組（日语：／ 205-kei densha */?）是日本國有鐵道（國鐵）時代為山手線開發的通勤型電力動車組，1985年首次登場。國鐵於1987年民營化和分割後，這款電聯車被配屬予東日本旅客鐵道和西日本旅客鐵道。

## 概要
自製作201系、203系等使用電機子截波器的車輛後，由於日本國鐵於末期出現財政困難，無法大量使用電機子截波器，所以日本國鐵就在新車設計上作出更改，使用結構比較簡單而且比電機子截波器便宜，原先想在211系近郊型電力動車組使用的界磁添加勵磁控制方式作為新型通勤列車的動力來源。
而205系列車亦改用不鏽鋼取代傳統鋼造車體，使得車體擁有更佳的防腐蝕性和變得更耐用，重量亦因而得以大大減輕，再加上列車設有再生制動，所以省電性能甚至比起201系更好。

## 機械配置
205系的主電動機為MT61型直流串勵電動機，原先是為713系近郊型列車而開發的，於1985年至1988年製造的205系均使用外扇形馬達，但由於行車噪音很大，所以在1989年起投入於埼京線的205系均改用比較安靜的內扇形馬達。
而205系所安裝的制動裝置，是日本國鐵第一列首次採用全電氣指令式制動的列車。由於列車使用了全電氣指令式制動，所以日本國鐵曾經考慮將205系改為單手操縱式主控桿，但後來因為要顧及列車司機習慣的問題，所以仍然和201系一樣，使用縱軸式電門及橫軸式制動器。

## 新製車

### 0番台
量產先行車（0番台）
試製車於1984年製造，共4編組40輛，全數投入於山手線，和量產車最大的分別是列車使用四段式窗戶。
量產車（0番台）
投入於山手線（10、11輛編組）、東海道・山陽本線（京阪神緩行線）（7輛編組）、埼京線、川越線（大宮站至川越站）（10輛編組）、南武線（6輛編組）、橫濱線（8輛編組）、京濱東北線（10輛編組）及中央、總武緩行線（10輛編組），初期製作的205系在客室車門上的窗戶是很小的，至於在後期製作的205系的客室車門窗戶被擴大了。於1989年至1992年投入於京葉線（10輛編組）及武藏野線（8輛編組）用的205系，車頭部件更出現大幅改動，改用玻璃纖維強化塑膠（FRP）作為車頭的主要部件。

| 形式                        | クハ205 (Tc') | モハ205 (M)   | モハ204 (M')  | サハ205 (T)  | モハ205 (M)   | モハ204 (M')  | サハ205 (T)  | モハ205 (M)   | モハ204 (M')  | クハ204 (Tc') |
| 国鉄時代 山手線投入分       | 1 2 ： 33 34  | 1 4 ： 97 100 | 1 4 ： 97 100 | 1 3 ： 65 67 | 2 5 ： 98 101 | 2 5 ： 98 101 | 2 4 ： 66 68 | 3 6 ： 99 102 | 3 6 ： 99 102 | 1 2 ： 33 34  |
| 京阪神緩行線 投入分         | 35 ： 38      | 103 ： 109    | 103 ： 109    | 69 ： 72     | 104 ： 110    | 104 ： 110    |              |               |               | 35 ： 38      |
| JR東日本化後 山手線投入分   | 41 42 ：      | 121 124 ：    | 121 124 ：    | 81 83 ：     | 122 125 ：    | 122 125 ：    | 82 84 ：     | 123 126 ：    | 123 126 ：    | 41 42 ：      |
| 仮に続き番号を 使用した場合 | 39 40 ：      | 111 114 ：    | 111 114 ：    | 73 75 ：     | 112 115 ：    | 112 115 ：    | 74 76 ：     | 113 116 ：    | 113 116 ：    | 39 40 ：      |

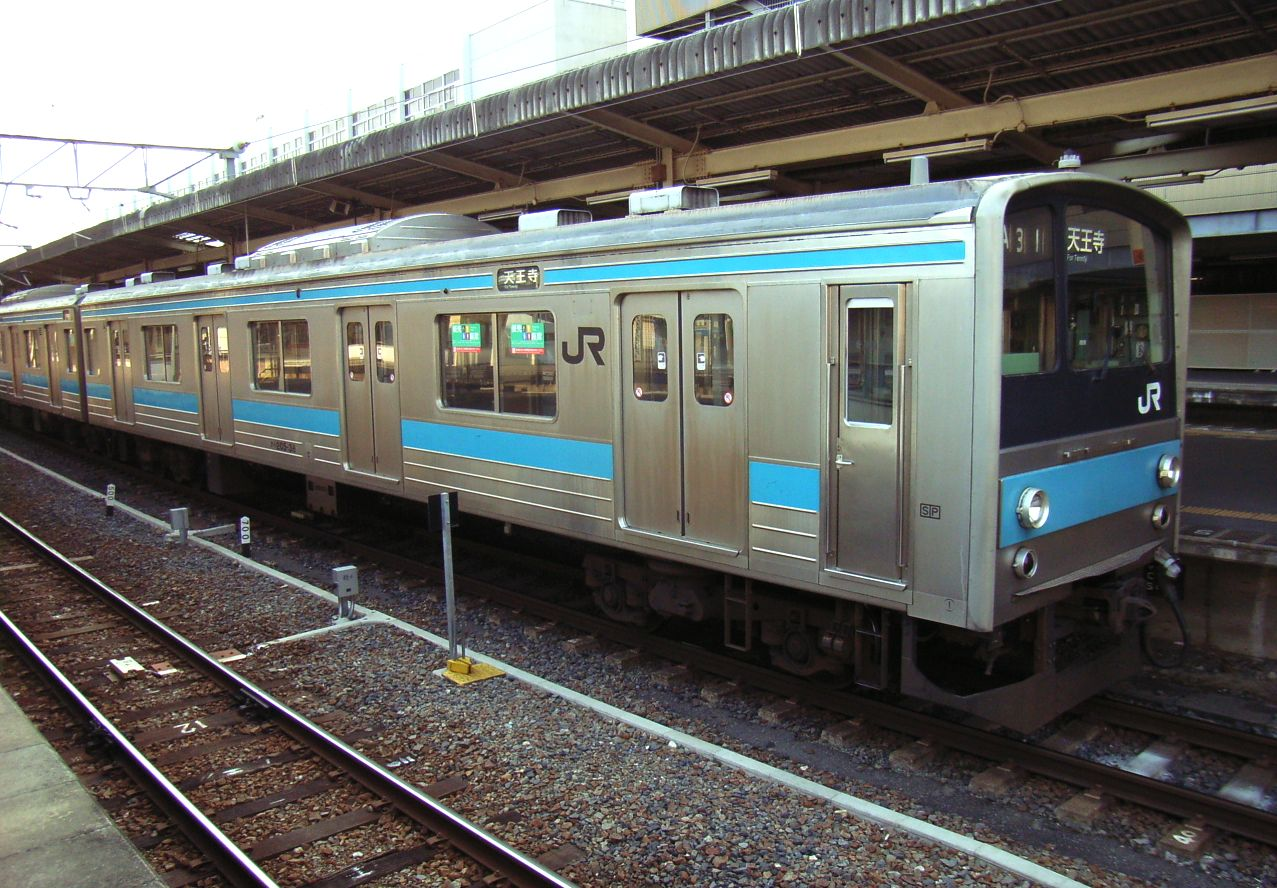
クハ205形0番台量産車（前期形） （2007年3月6日 和歌山站）
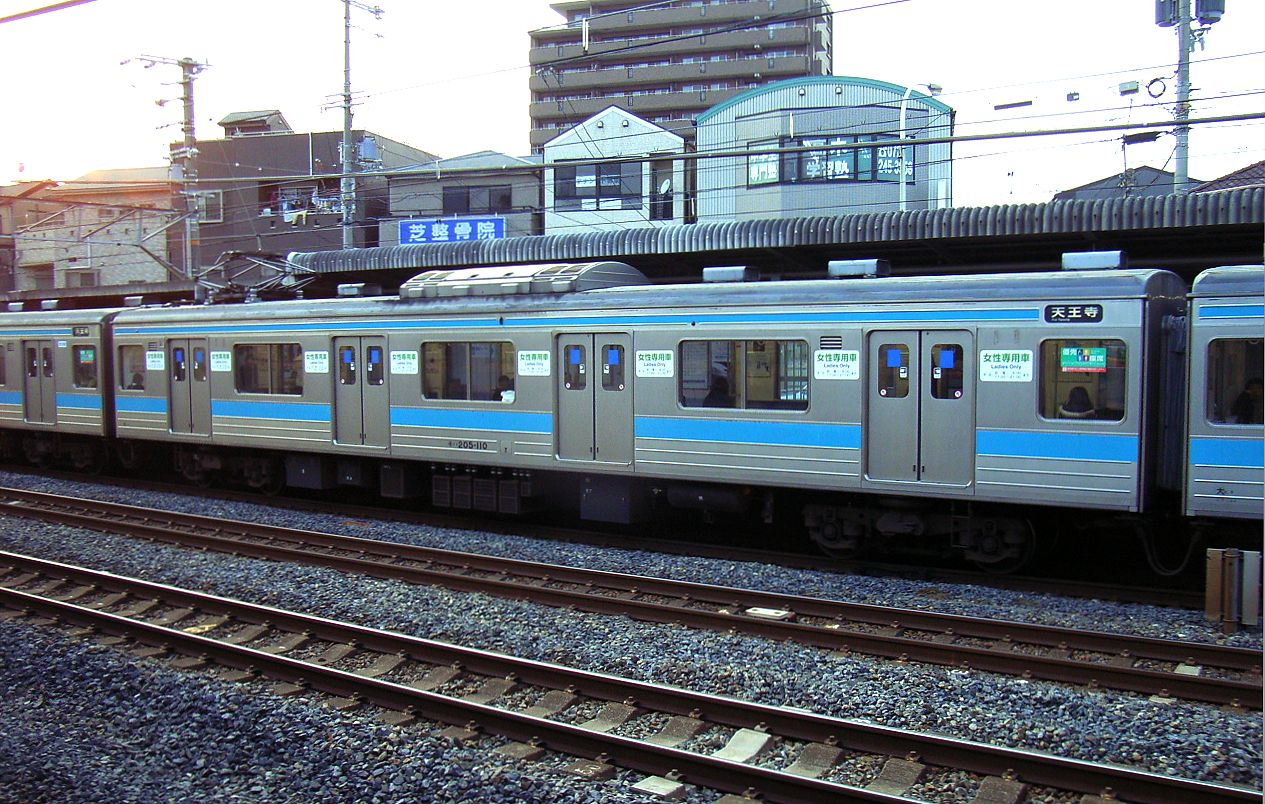
モハ205形0番台量産車（前期形） （2007年3月6日 上野芝站）
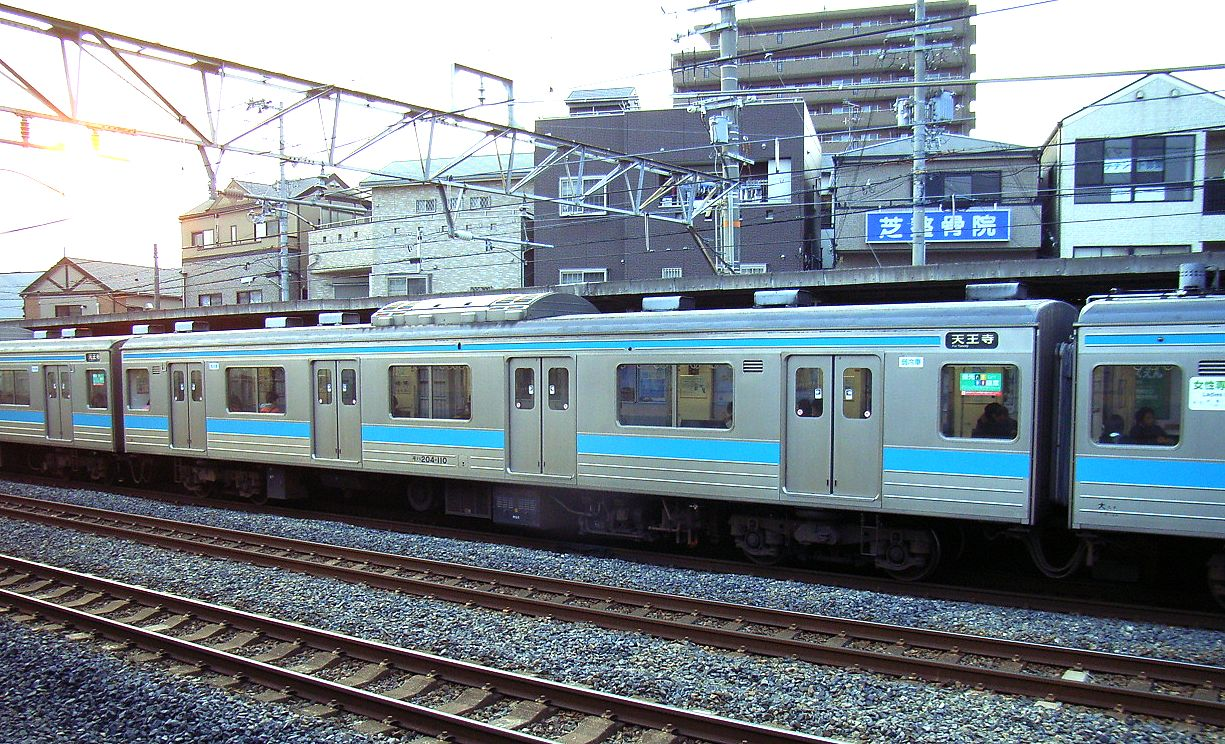
モハ204形0番台量產車（前期形） （2007年3月6日 上野芝站）
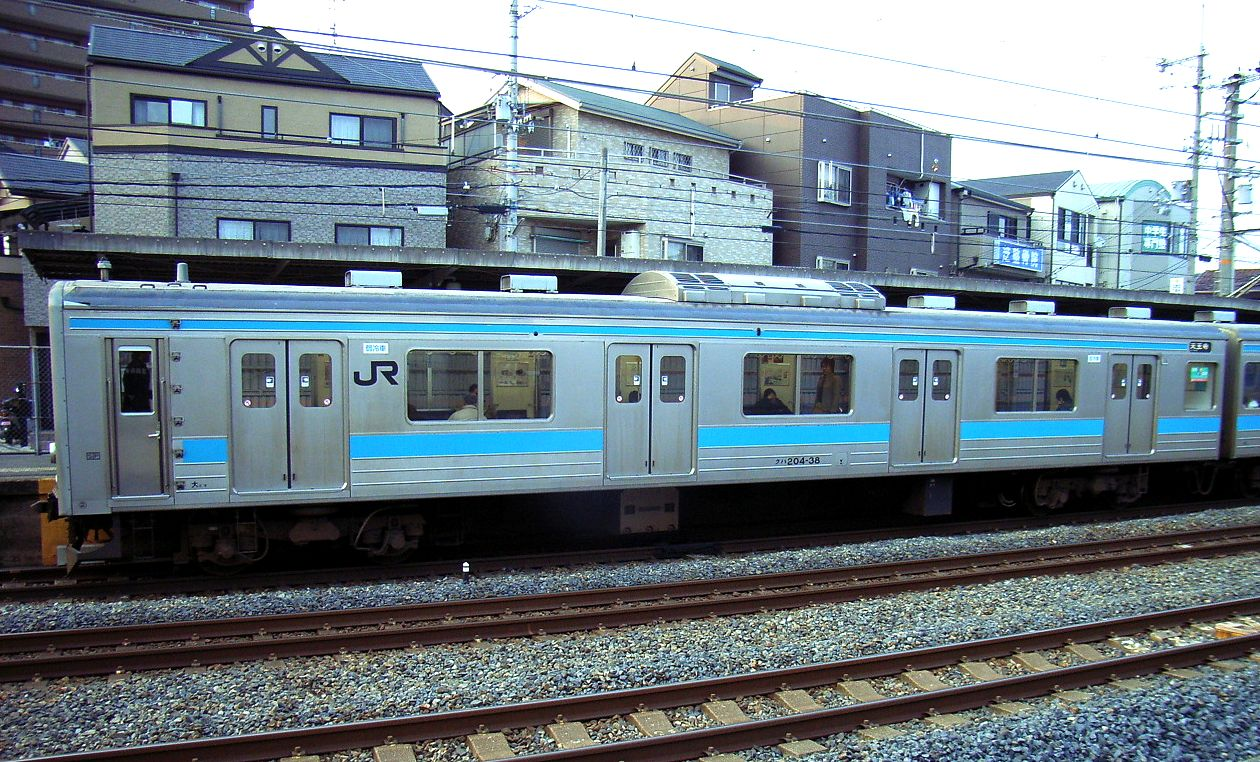
クハ204形0番台量產車（前期形） （2007年3月6日 上野芝站）
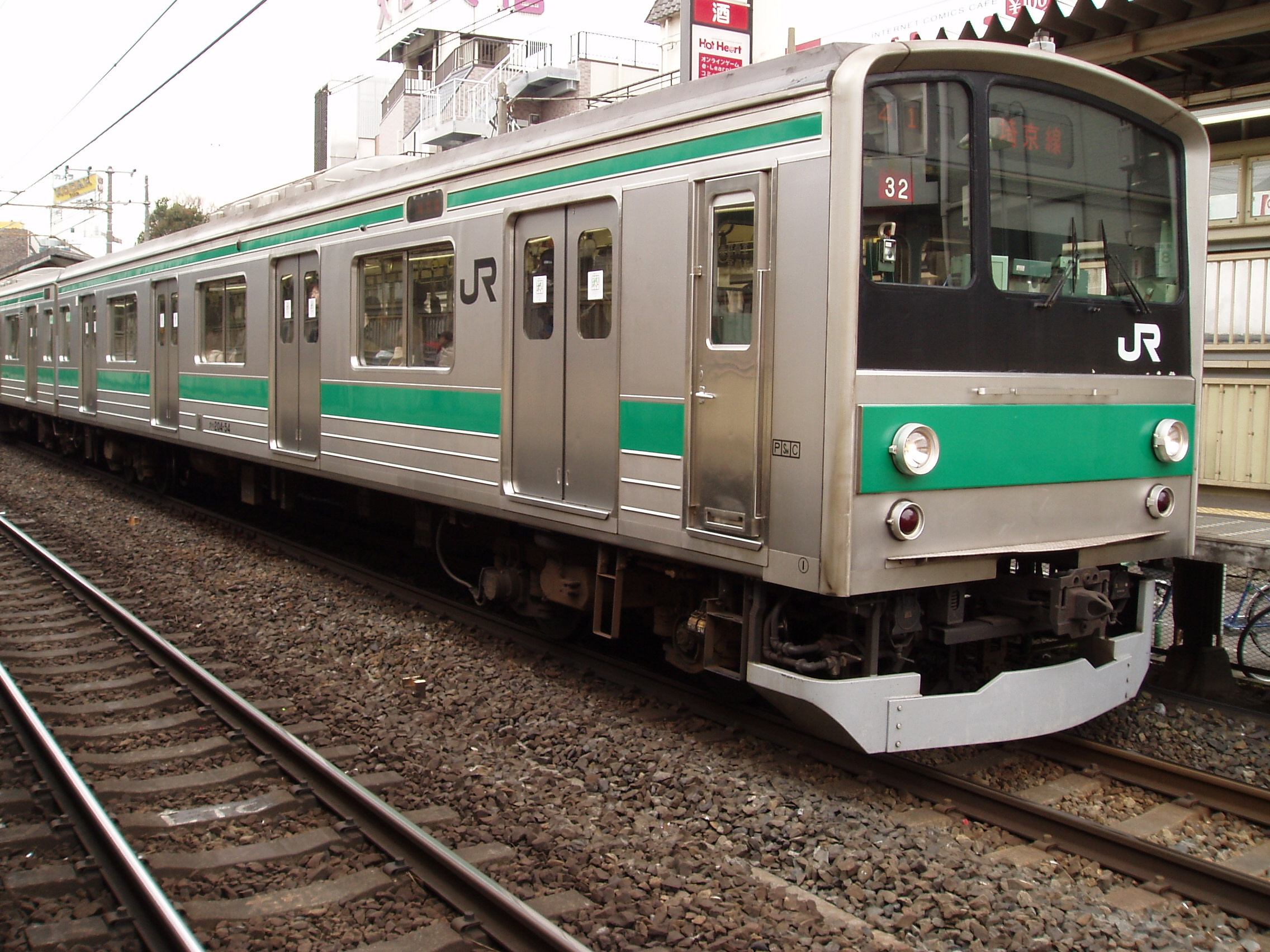
クハ204形0番台量產車（前期形） 目的地表示器和車序表示器為LED式 （2007年3月17日 十條站）
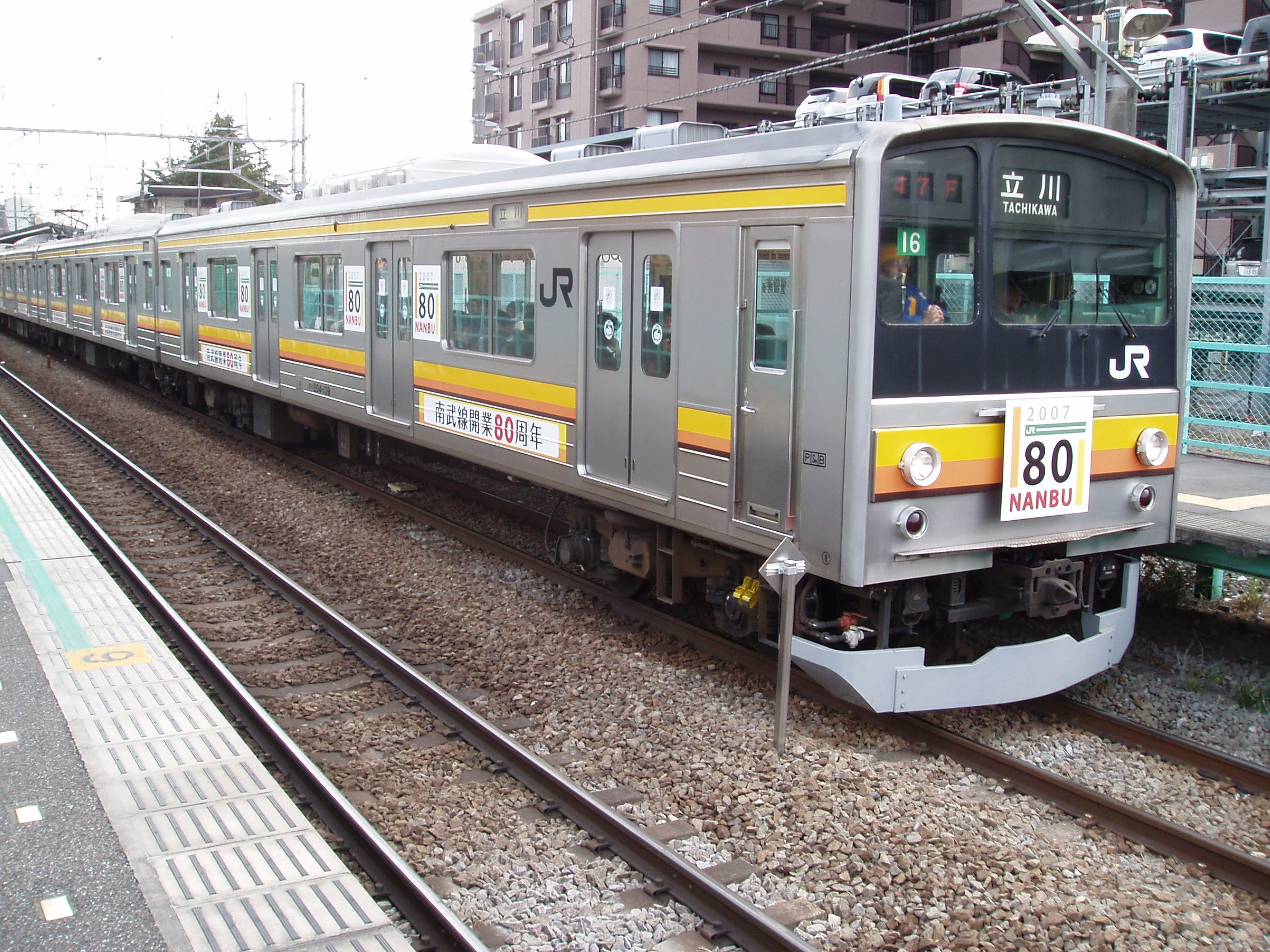
クハ204形0番台量產車（後期形） 目的地表示器為布幕式。 （2007年3月17日 西國立站）
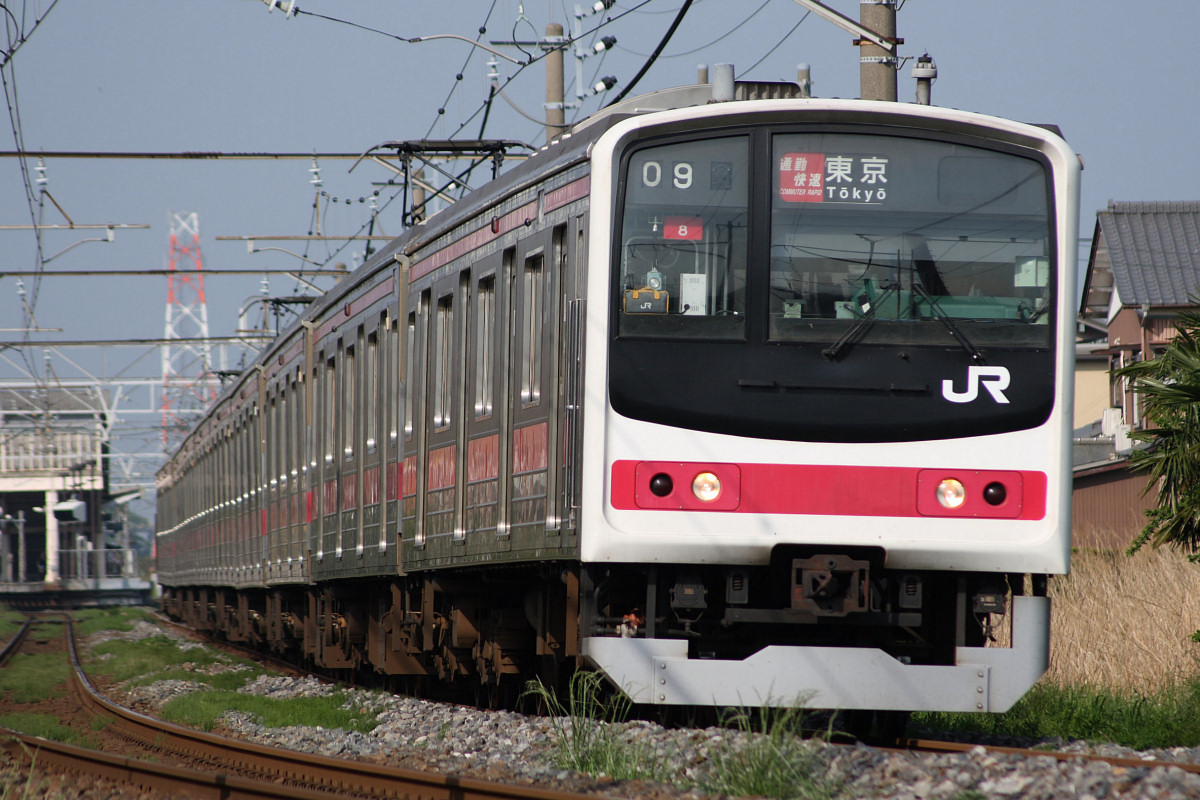
京葉線的205系0番台車。
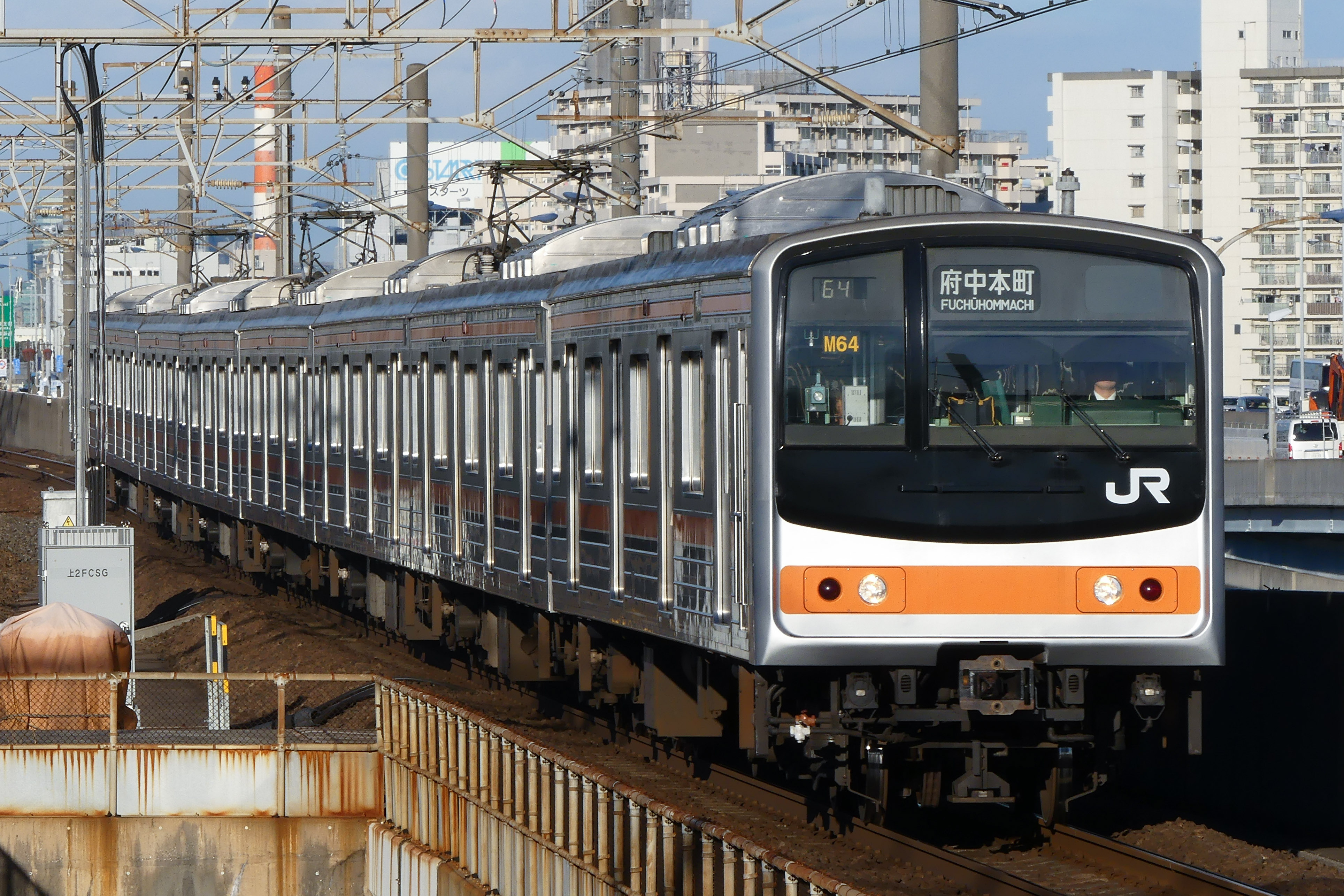
武蔵野線車。

### 500番台
1991年投入於剛電氣化的相模線（4輛編組），車頭設計和其他番台的205系完全不同；另外為了保溫，列車更增加了半自動門裝置。
2022年2月25日，隨著E131系取代本型號，正式退出服務。

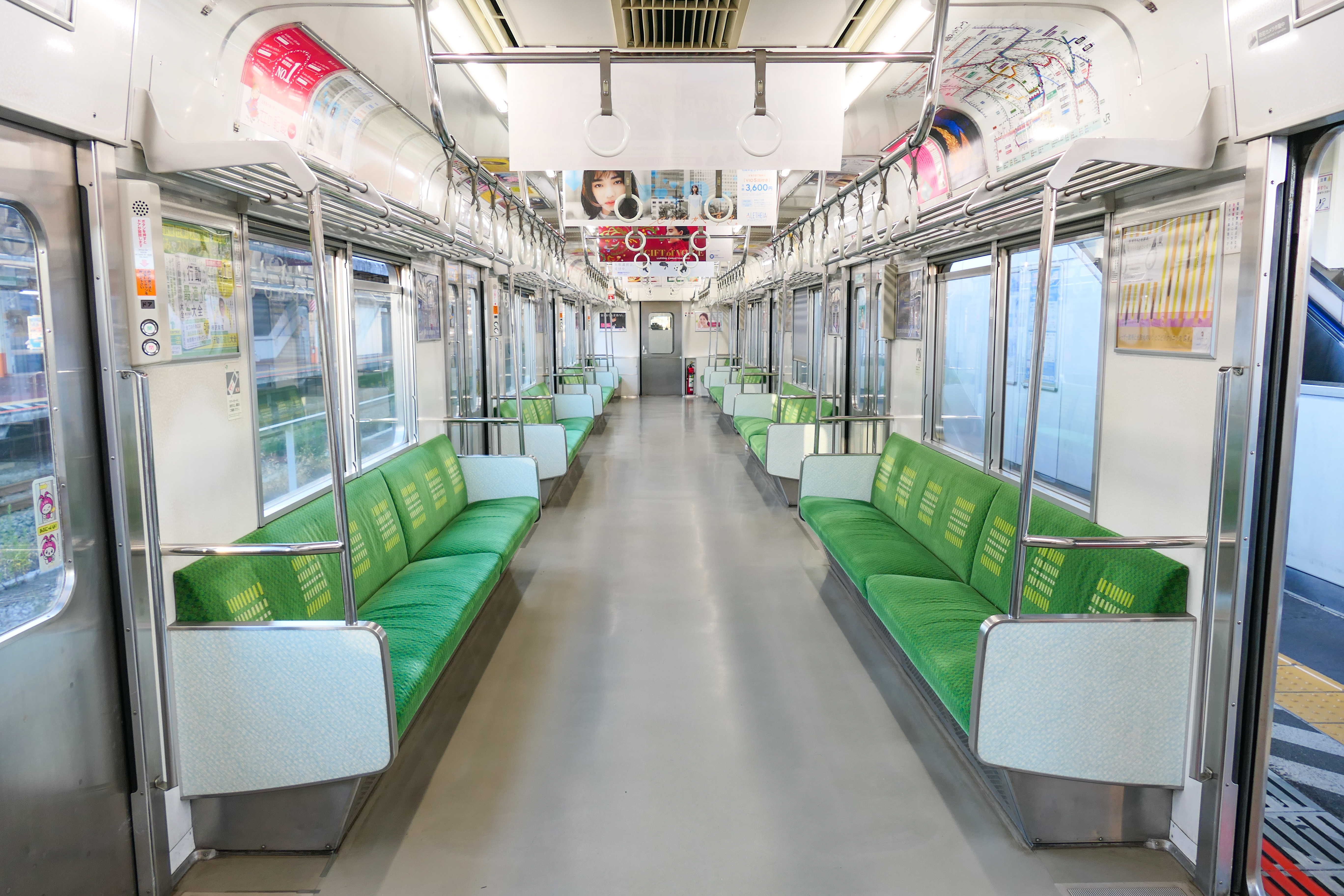
車内
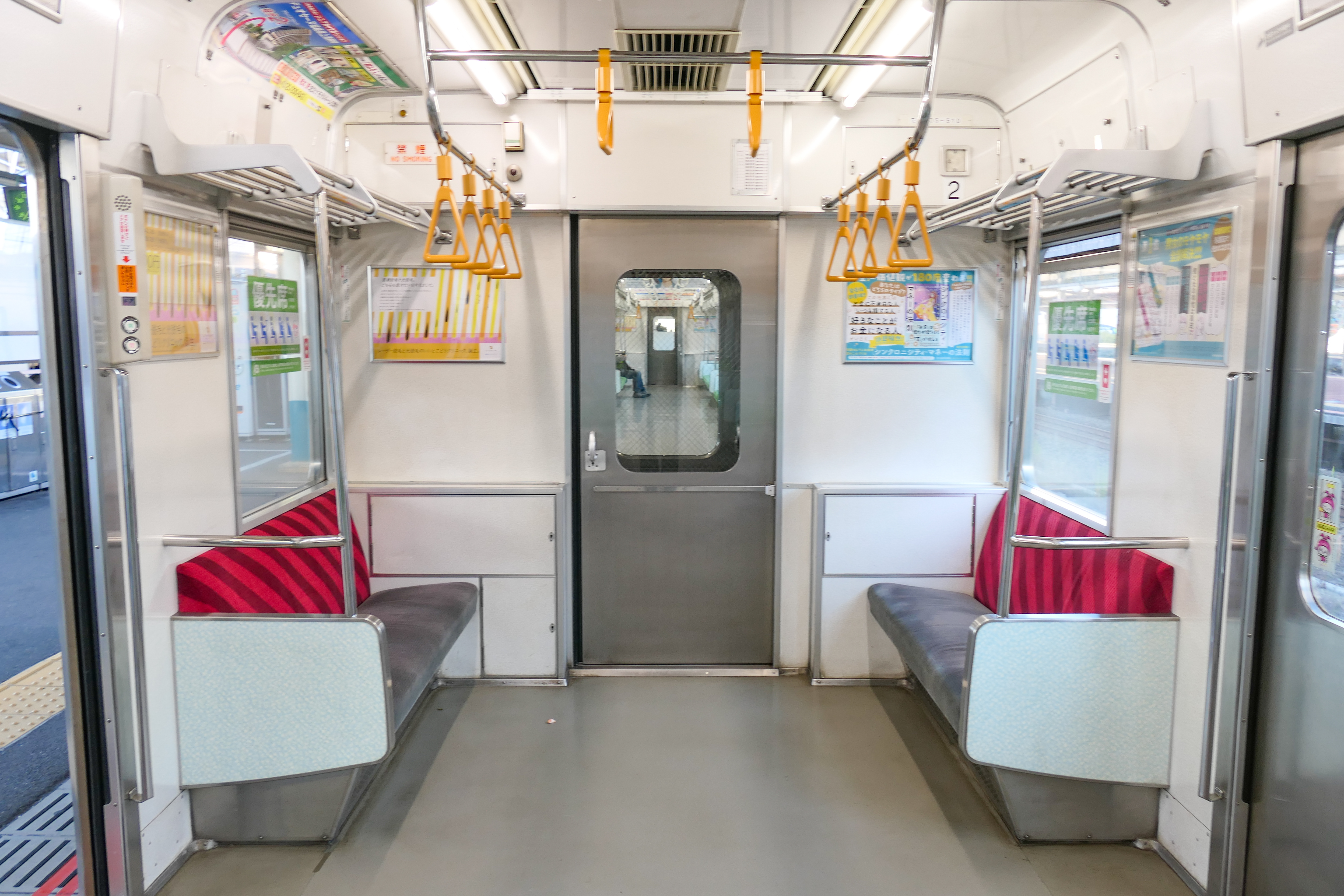
優先席
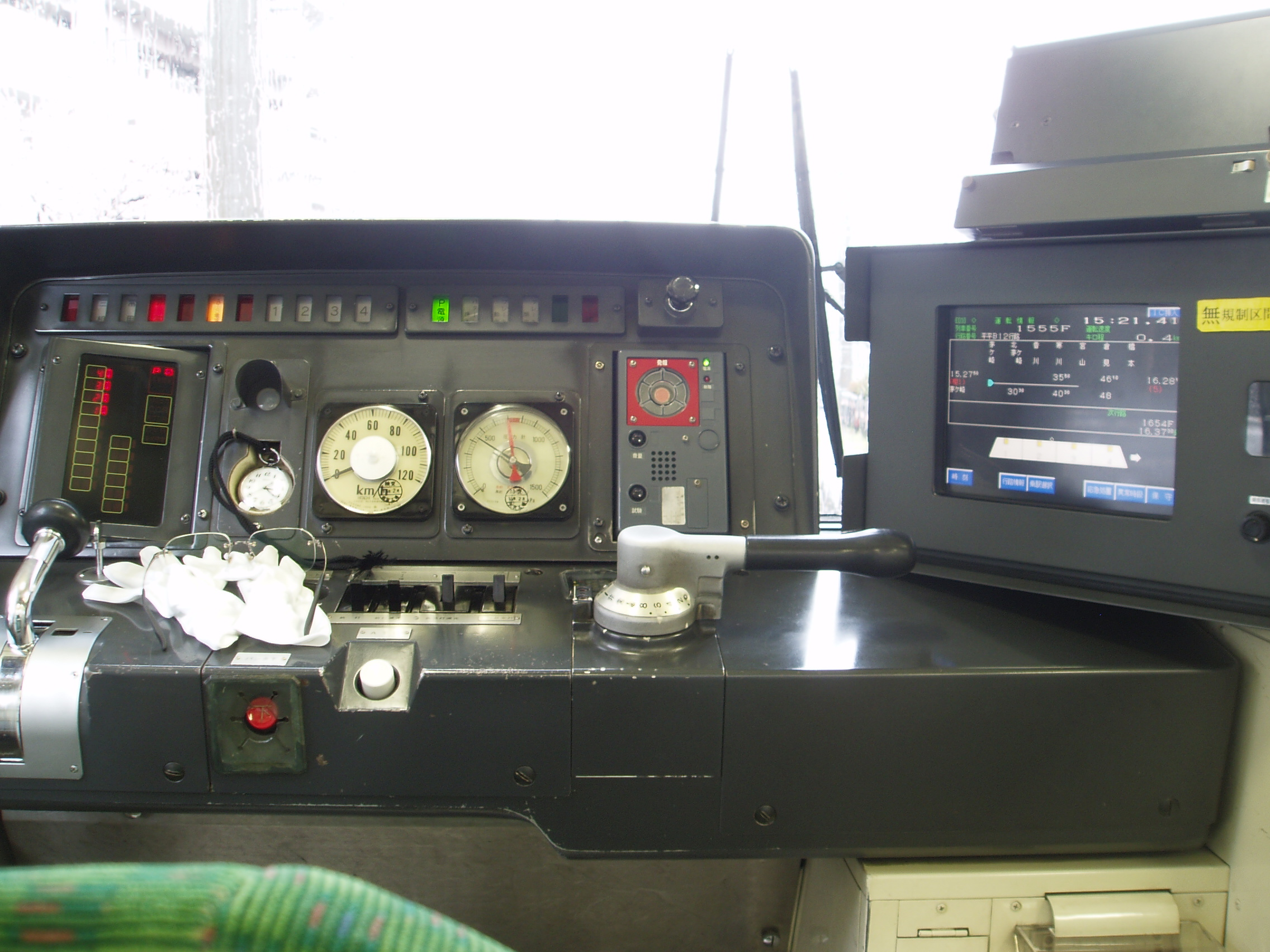
相模線（500番台）的駕駛台
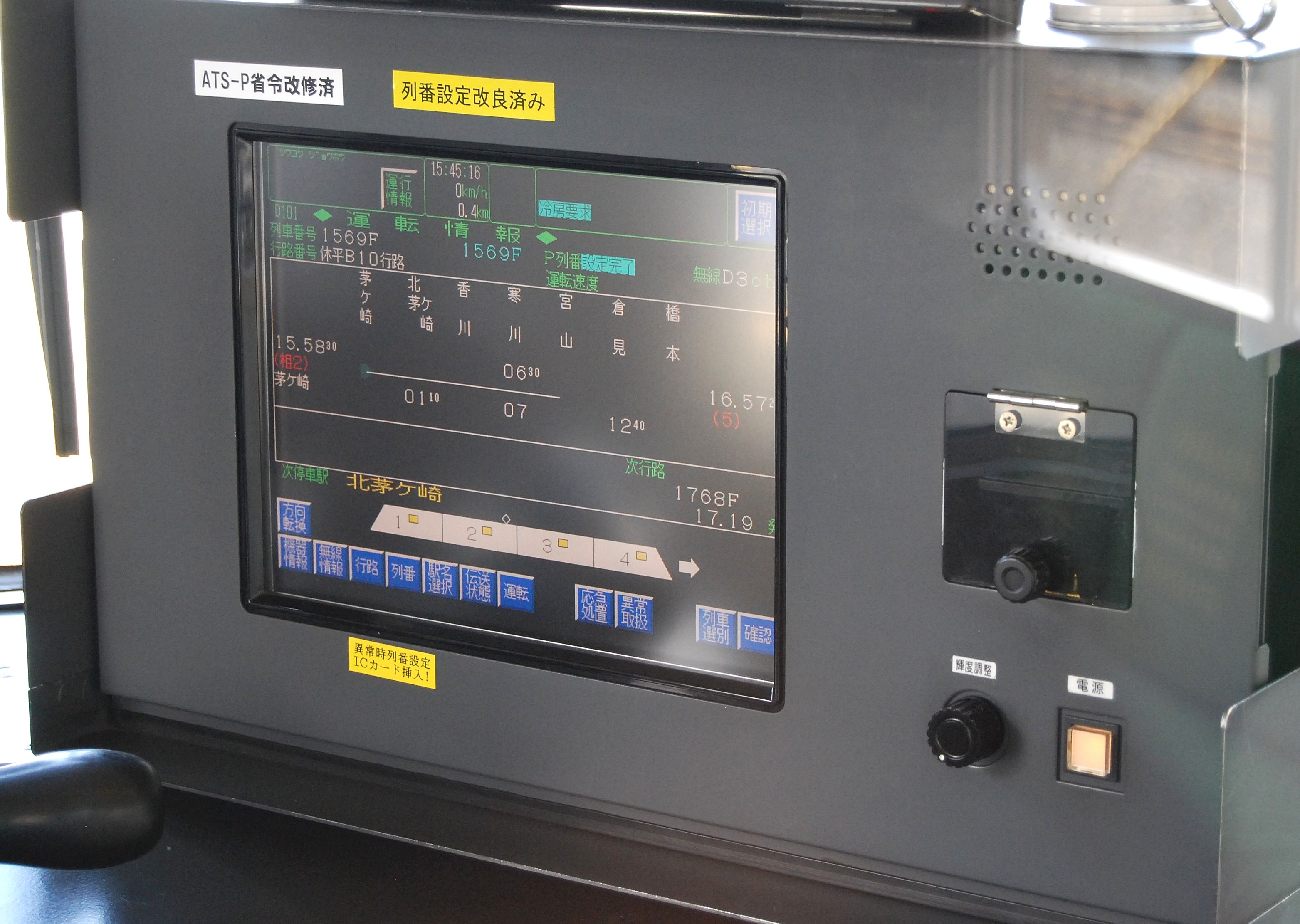
改善後的顯示屏裝置
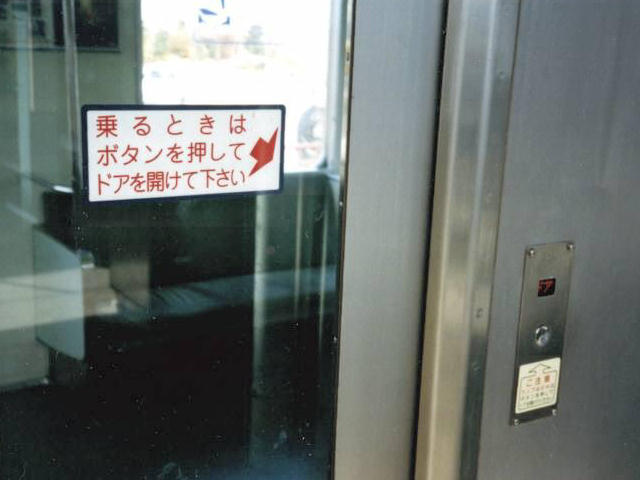
門掣（車外）
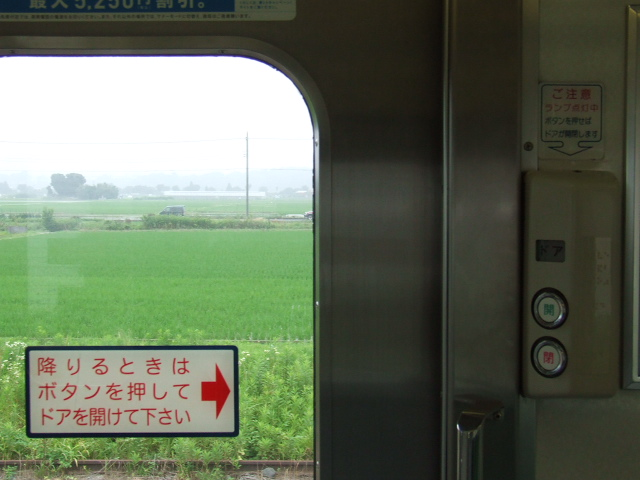
門掣（車内・門掣更新前）
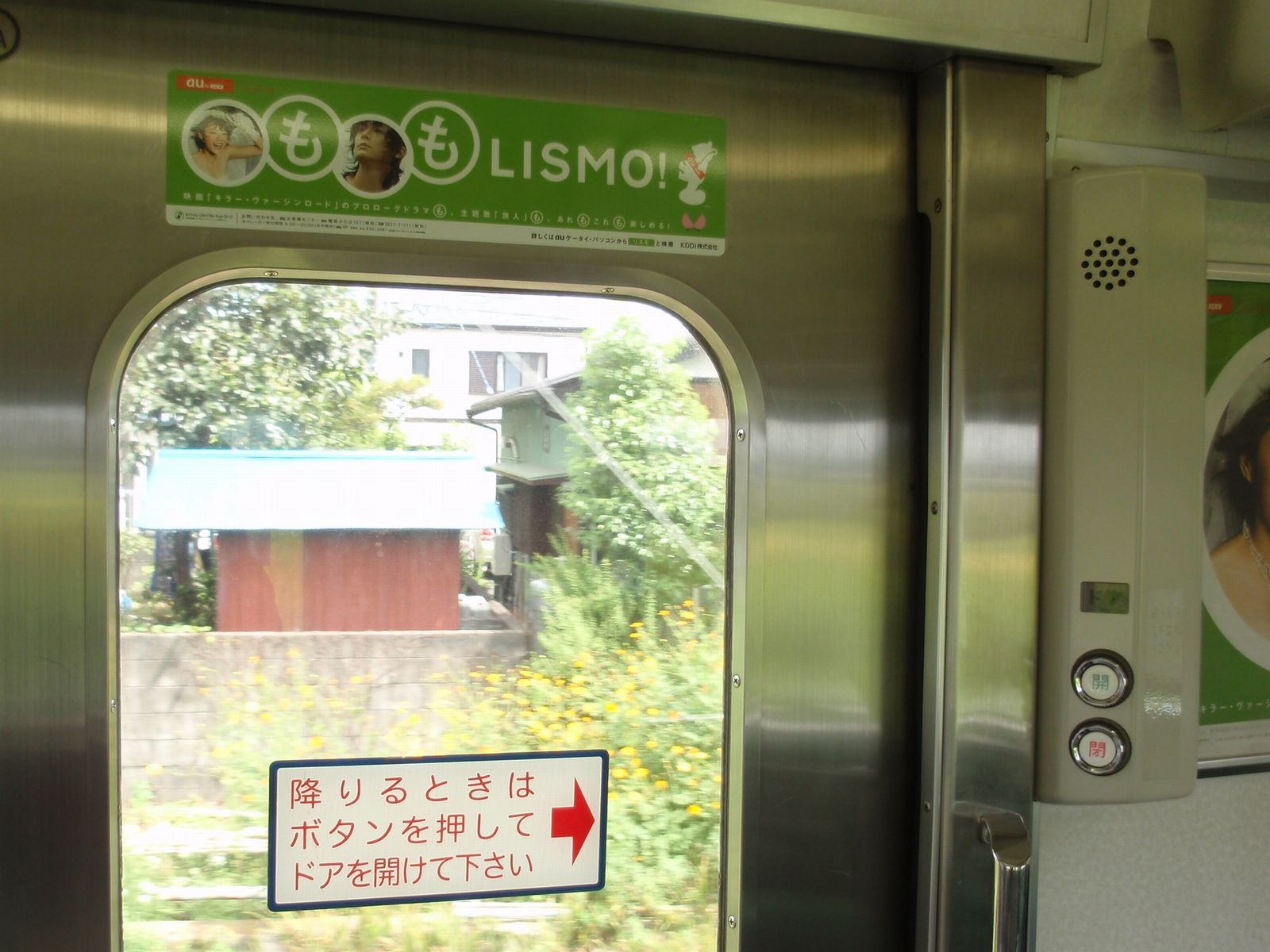
門掣（車内・門掣更新後）

### 1000番台（JR西日本）
1988年投入於阪和線（4輛編組），車頭設計和0番台有少許不同，而馬達、轉向架及制動系統亦被強化，使列車可以以 110km/h 行駛。
阪和線的205系1000番台原屬舊日本國鐵計劃將阪和線提速，以利與其平行競爭的南海電鐵而訂製的新列車，但可惜在JR西日本成立後就把提速計劃擱置，故在接收該批舊日本國鐵訂製的205系後，並沒有為本系列再增備，而之後205系就只剩下JR東日本繼續增備。
在被225系替換後，於2018年3月17日起轉往奈良線繼續服務。

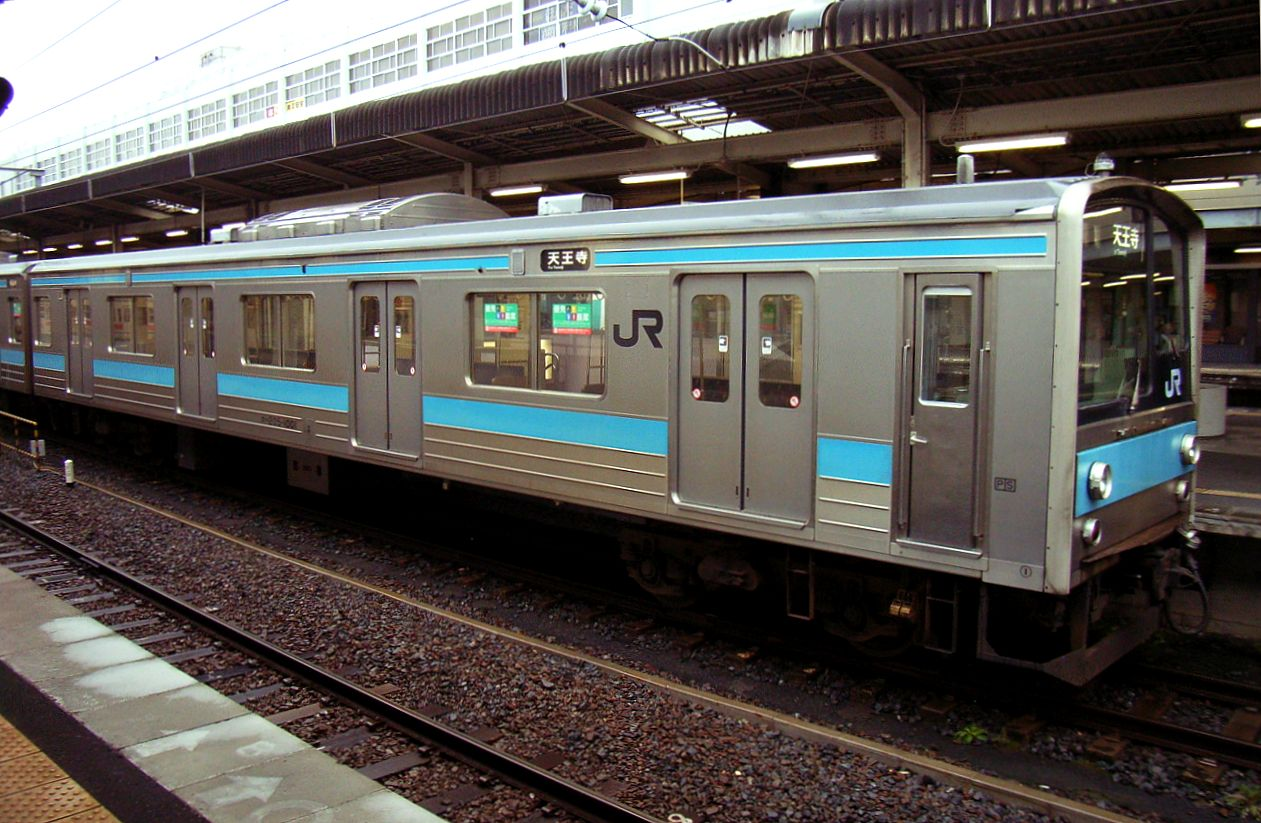
クハ205形1000番台。（2007年12月22日 和歌山站）
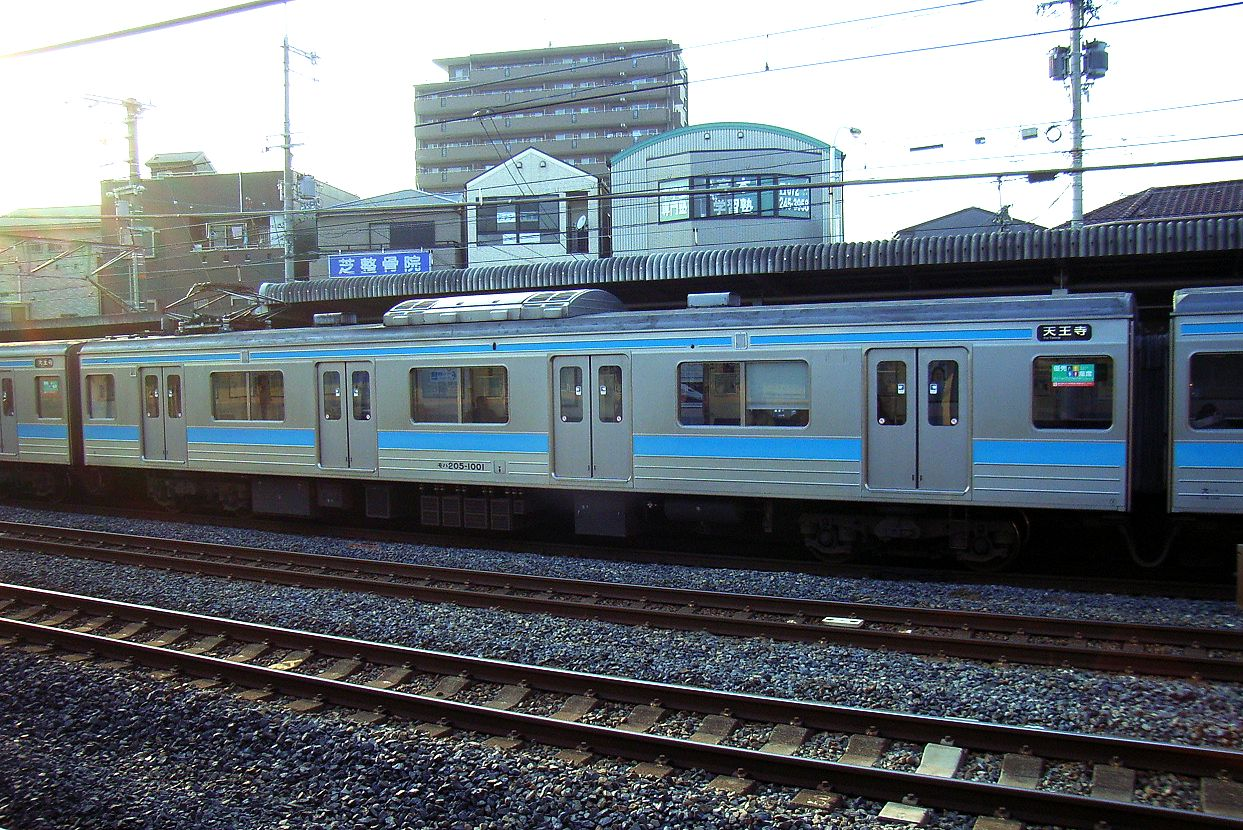
モハ205形1000番台。設有車外揚聲器。 （2007年3月10日 上野芝站）
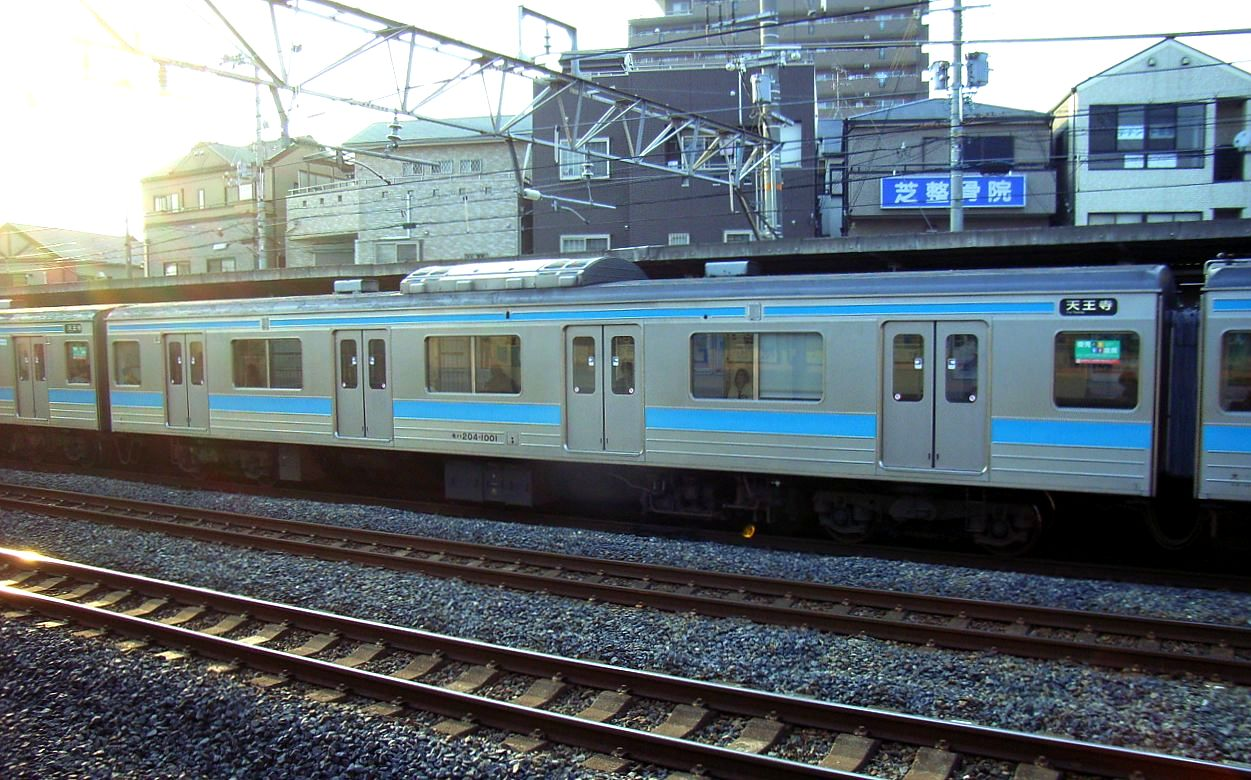
モハ204形1000番台 （2007年3月10日 上野芝站）
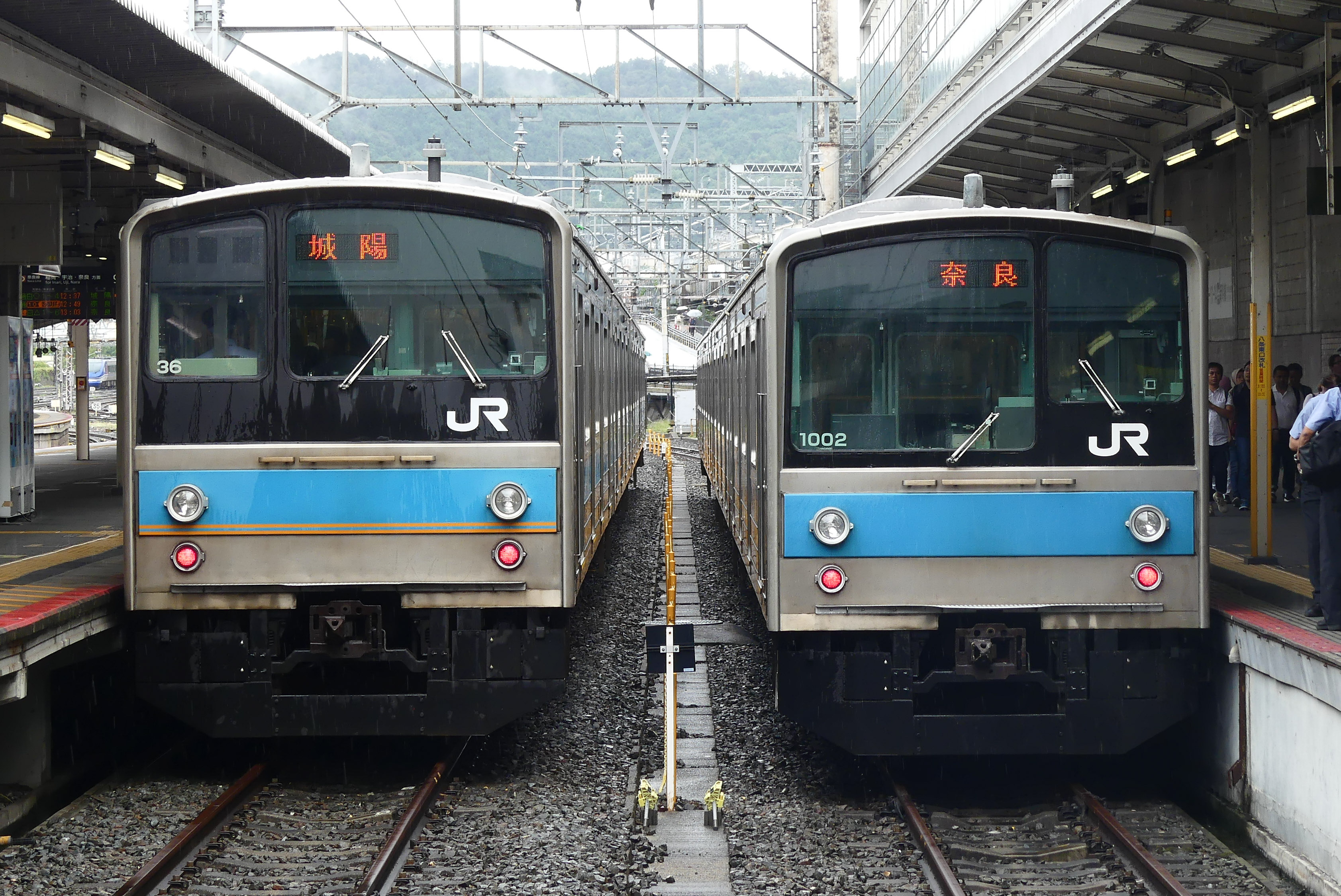
0番台（左）和1000番台（右）的前面比較。窗的配置略有不同。（2018年9月10日 京都站）

## 改造車

### 1000番台（JR東日本）

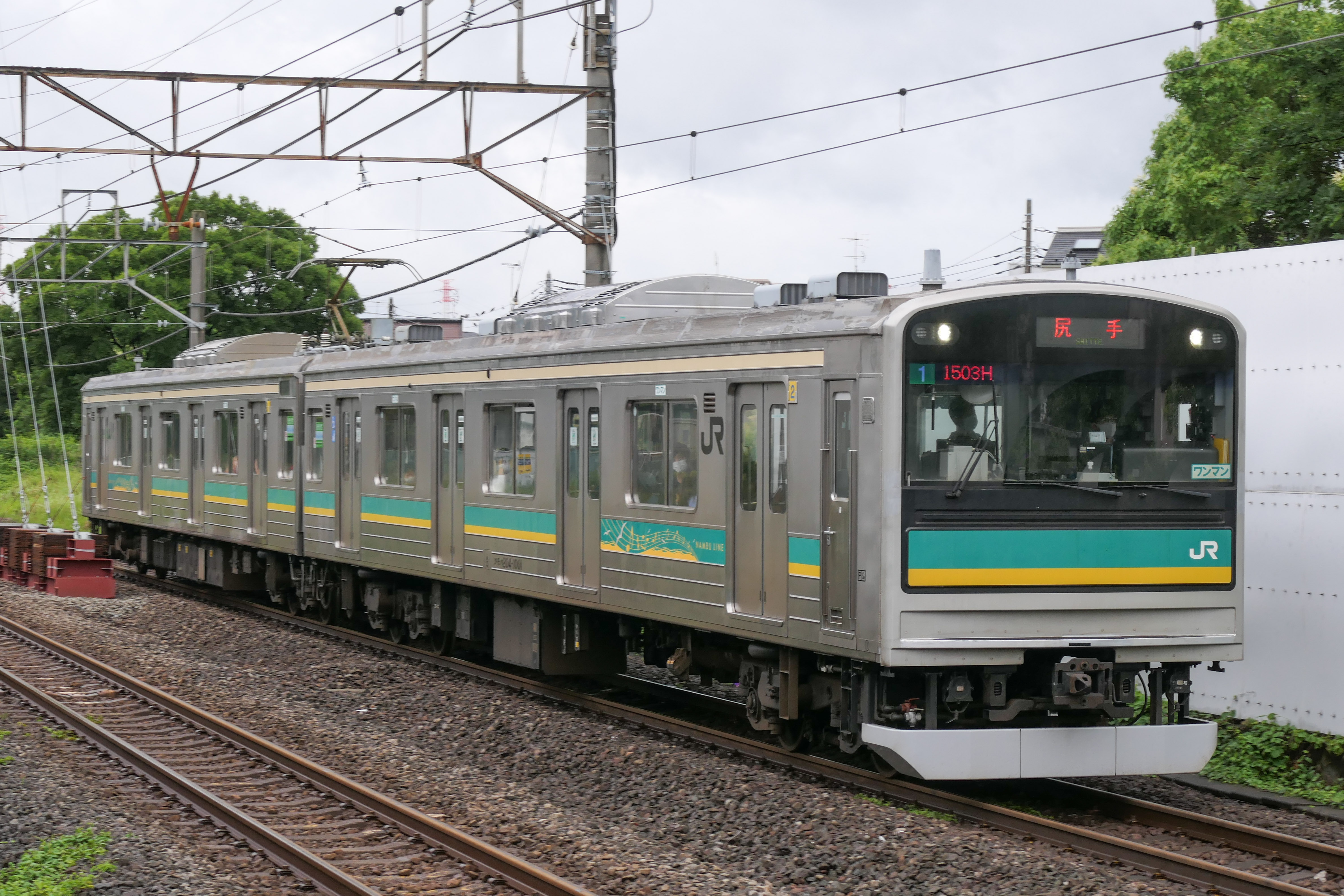
205系1000番台改造車（南武支線・一人駕駛對應）（2021年6月19日 川崎新町站）

由205系0番台改造而成，車頭部件出現大幅度改動，主控桿並改為單手操縱式，於2002年投入於南武支線（2輛編組），用作取代101系，列車可配合作一人駕駛，方向幕改以LED模式。本番台雖與阪和線的205系1000番台有重複番台編號，但因編成組成有別故車輛編號並無重複。
|          | ←濱川崎方向尻手方向→ |                 |
| 車號     | 2                    | 1               |
| 型號     | クモハ205 (Mc)       | クモハ204 (Mc') |
| 搭載機器 | Cont                 | SIV,CP          |

- Cont：主控制器、SIV：靜止形變頻器、MG：電動發電機、CP：空氣壓縮機（範例以下共通）

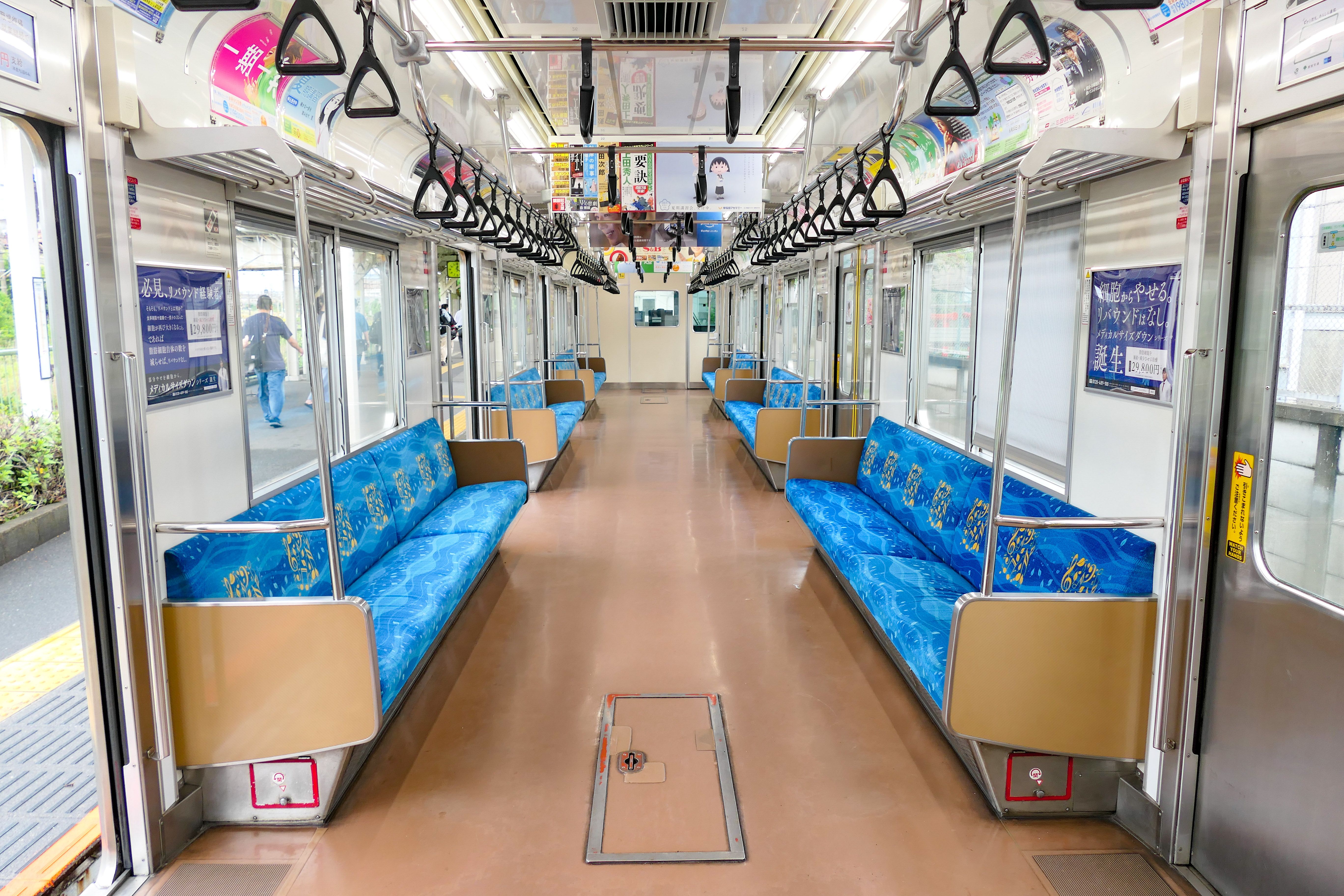
車內全景
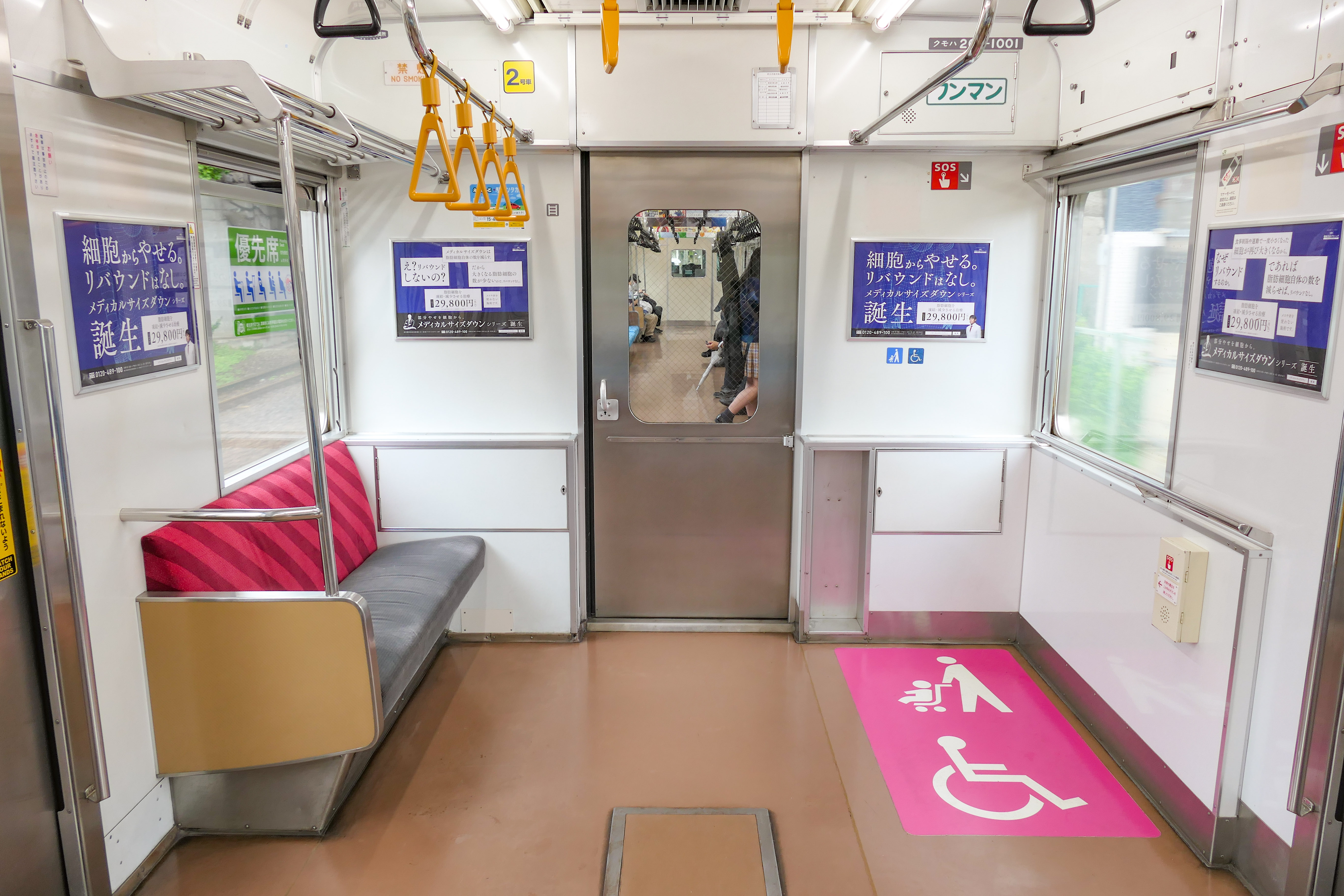
優先席・無障礙空間

### 1100番台

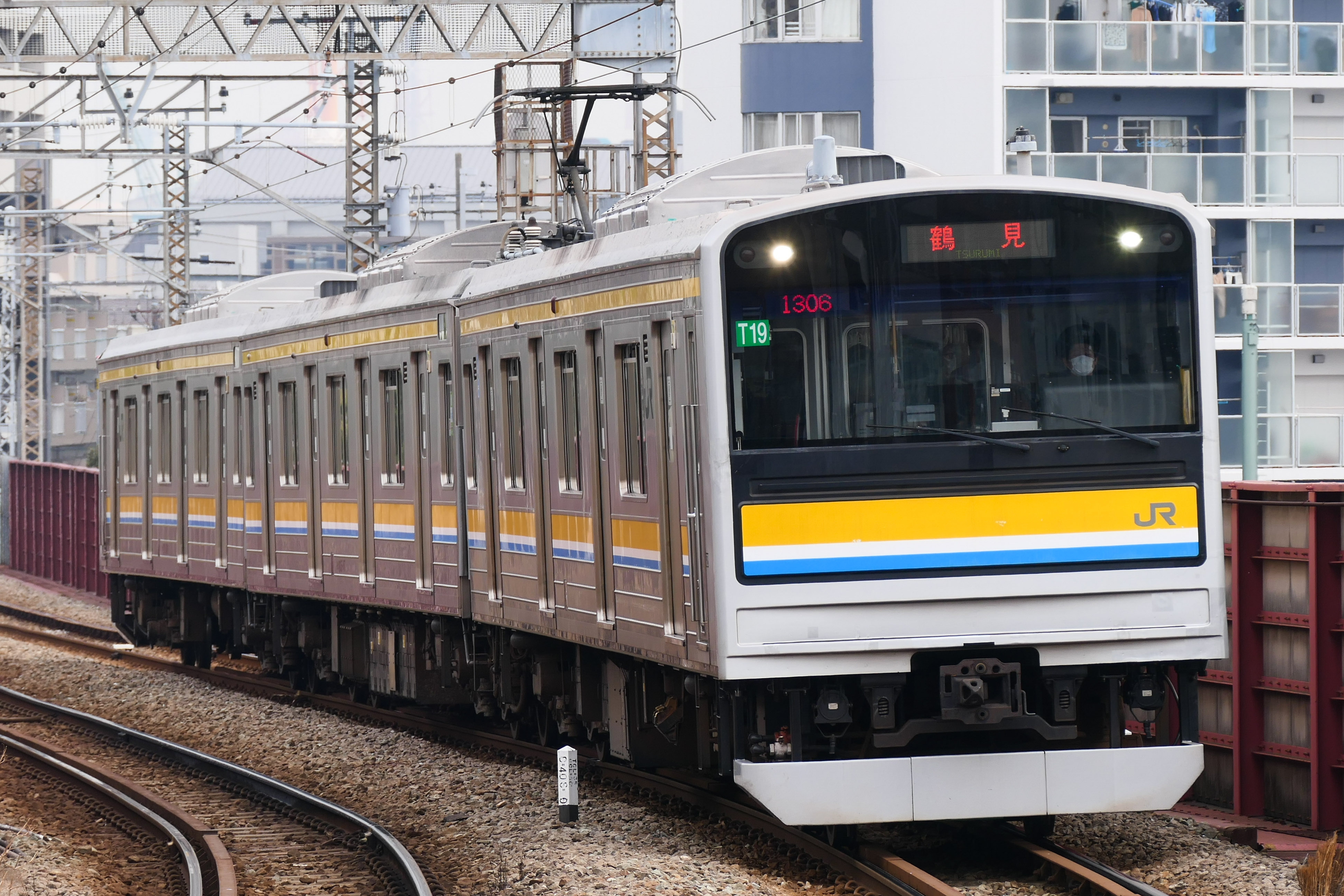
1100番台改造車（鶴見線）（2021年3月12日 國道站）

改動內容和1000番台一樣，2003年起投入於鶴見線，以取代103系。可因應行走路線而顯示不同顏色。（3輛編組）。

|           | ←扇町・海芝浦・大川方向鶴見方向→ |                |                       |
| 車號      | 3                                | 2              | 1                     |
| 形式 番台 | クハ205 -1100 (Tc)               | モハ205 -0 (M) | クモハ204 -1100 (Mc') |
| 搭載機器  |                                  | Cont           | SIV,CP                |

### 1200番台

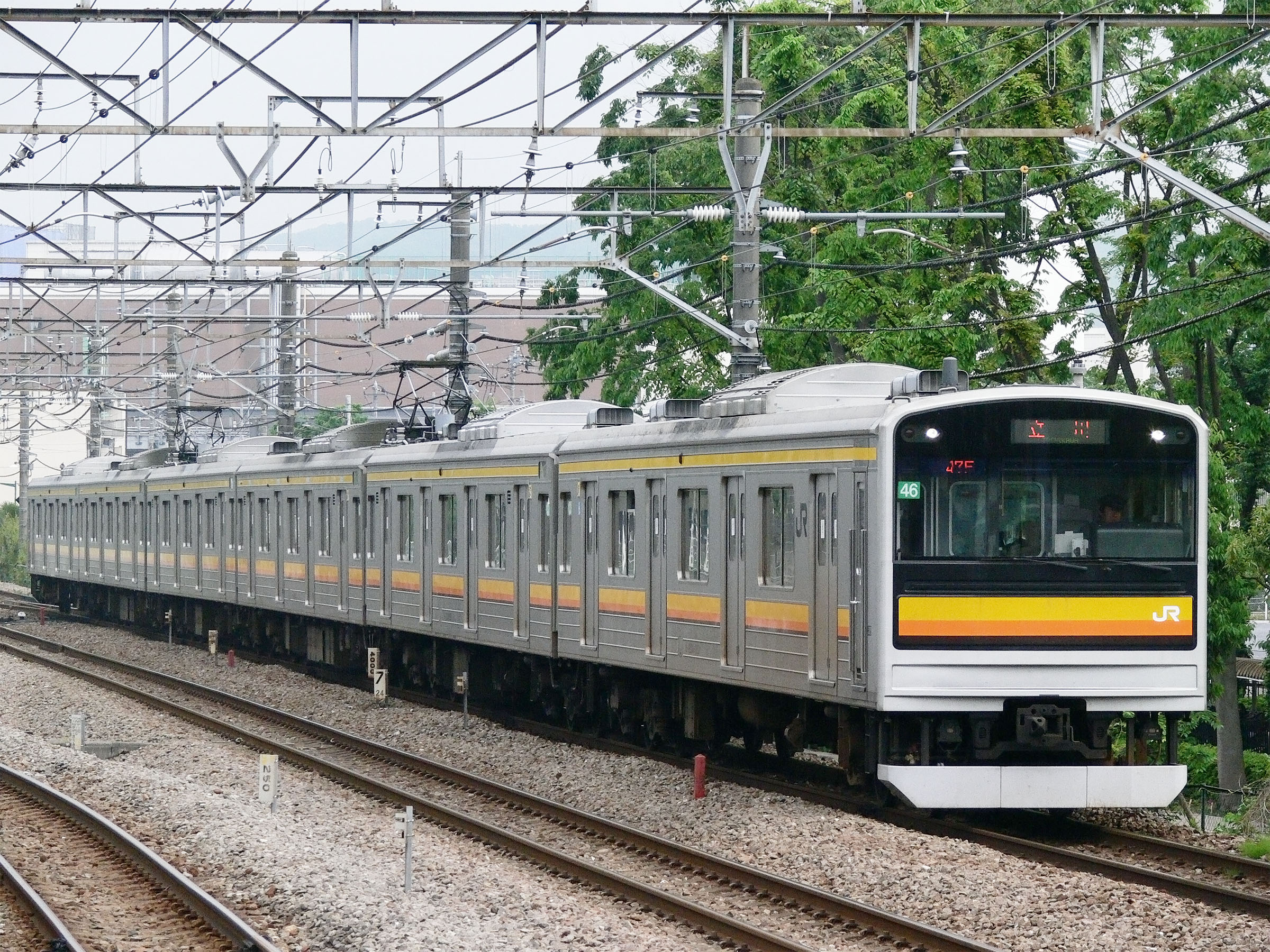
正在進入府中本町站1200番台。中間4輛為0番台。（2006年5月11日）

改動內容和1000番台一樣，於2004年投入於南武線，以取代103系。（6輛編組）。
因應南武線投入E233系8000番台，1200番台已經於2016年全部退役。
| 型號 番台 | クハ205 -1200 (Tc') | モハ205 -0 (M) | モハ204 -0 (M') | モハ205 -0 (M) | モハ204 -0 (M') | クハ204 -1200 (Tc') |

### 3000番台

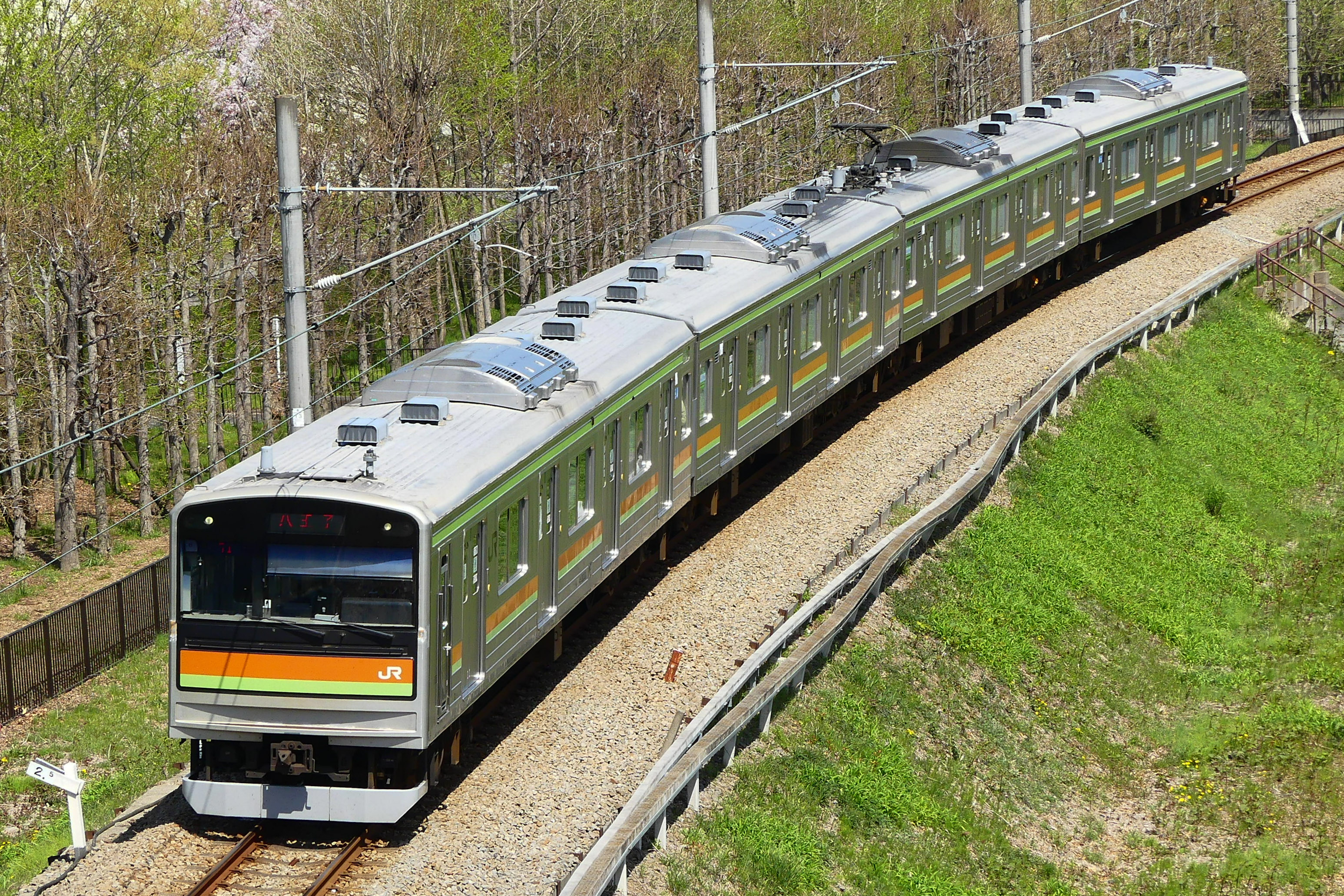
205系3000番台（2017年4月16日 拝島站 - 小宮站間）

改動內容和1000番台一樣，於2003年投入於川越線（川越站至高麗川站）和八高線（高麗川站至八王子站），以取代103系。此番台跟八高線的209系3000番台一樣，加設半自動門按鈕。（4輛編組）。
因應八高線換入209系3500番台以及E231系3000番台，205系3000番台的ハエ81-85編成已經於2018年內逐步退役，最後兩編成(ハエ81,ハエ83) 已經於2018年7月廢車，從此3000番台正式退役。

|          | ←南古谷・川越方向高麗川・八王子方向→ |             |              |               |
| 車號     | 4                                    | 3           | 2            | 1             |
| 形式     | クハ205 (Tc)                         | モハ205 (M) | モハ204 (M') | クハ204 (Tc') |
| 搭載機器 |                                      | Cont        | MG,CP        |               |

### 3100番台
改動內容和3000番台一樣，於2002年至2004年投入於仙石線（4輛編組）。以取代103系。此番台的先頭車設有洗手間和三方向轉換式座椅，是205系中首度加設。2011年度隨著仙石線導入新型信號系統ATACS，本番台所有列車進行了ATACS對應工事。
而該番台當中的M7,M9編成已經因為2011年東日本大震災而廢車。

|          | ←石卷方向仙台・青葉通方向→ |             |              |               |
| 車號     | 4                          | 3           | 2            | 1             |
| 形式     | クハ205 (Tc)               | モハ205 (M) | モハ204 (M') | クハ204 (Tc') |
| 搭載機器 |                            | Cont        | SIV,CP       |               |

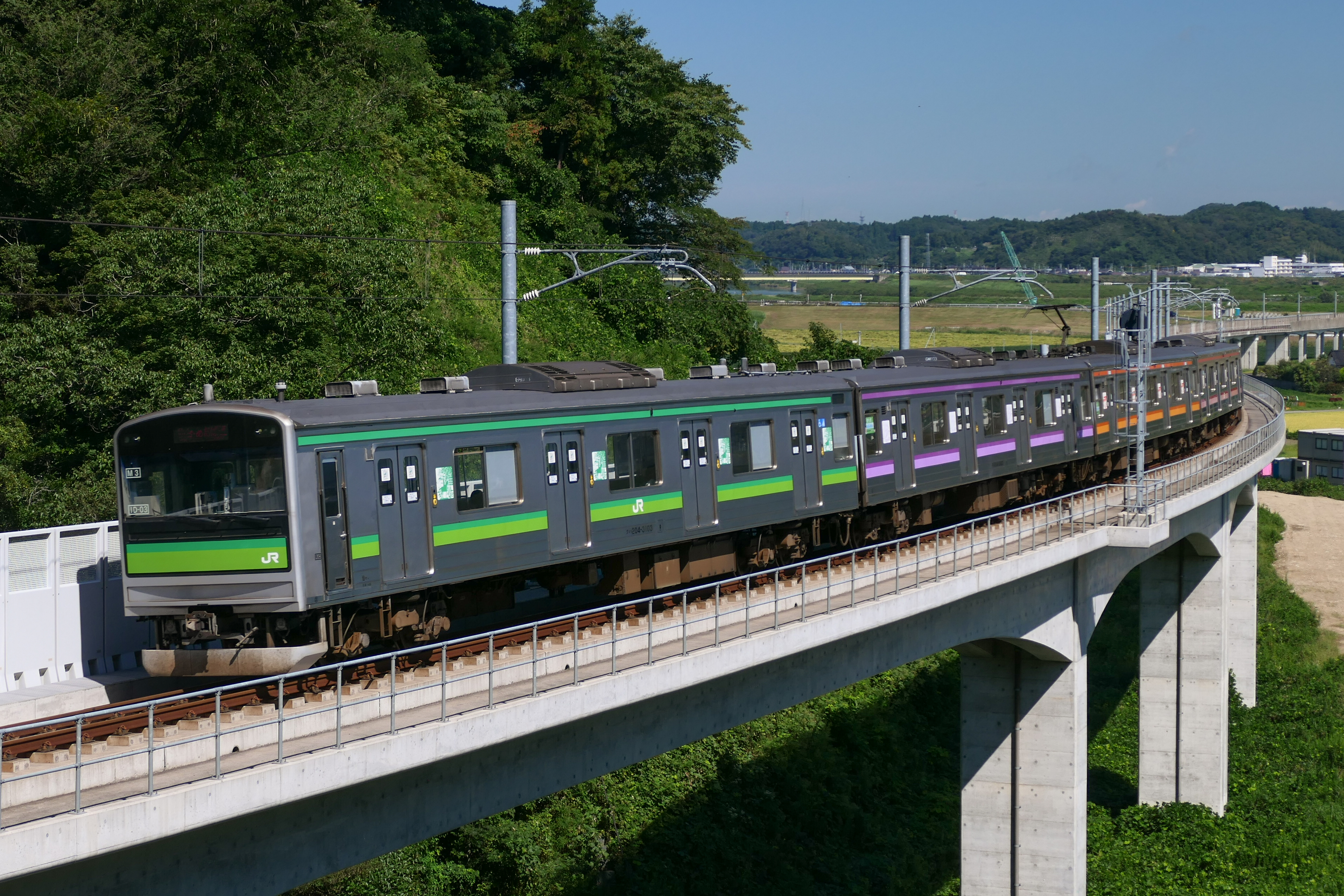
2WAYシート編成
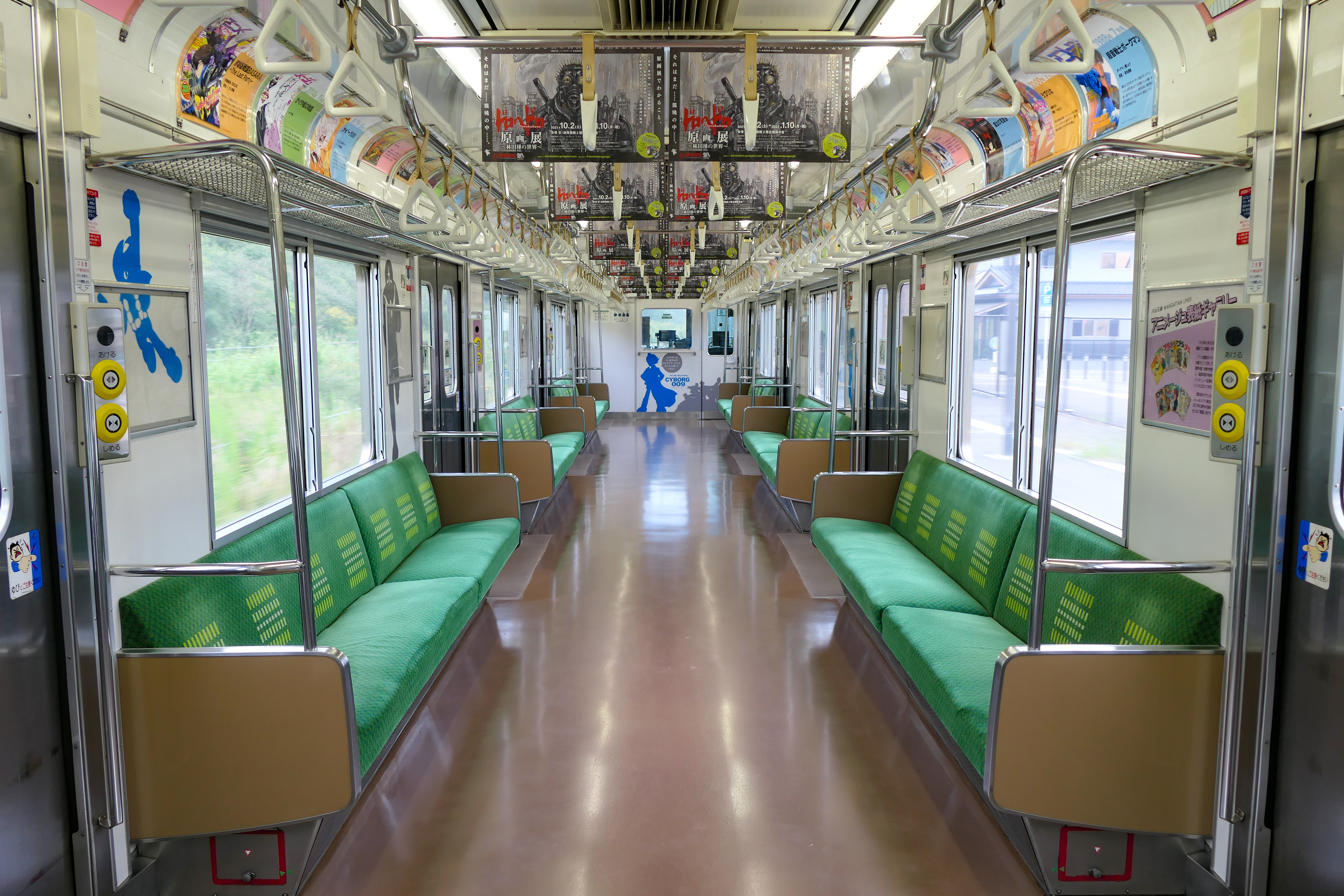
車内全景
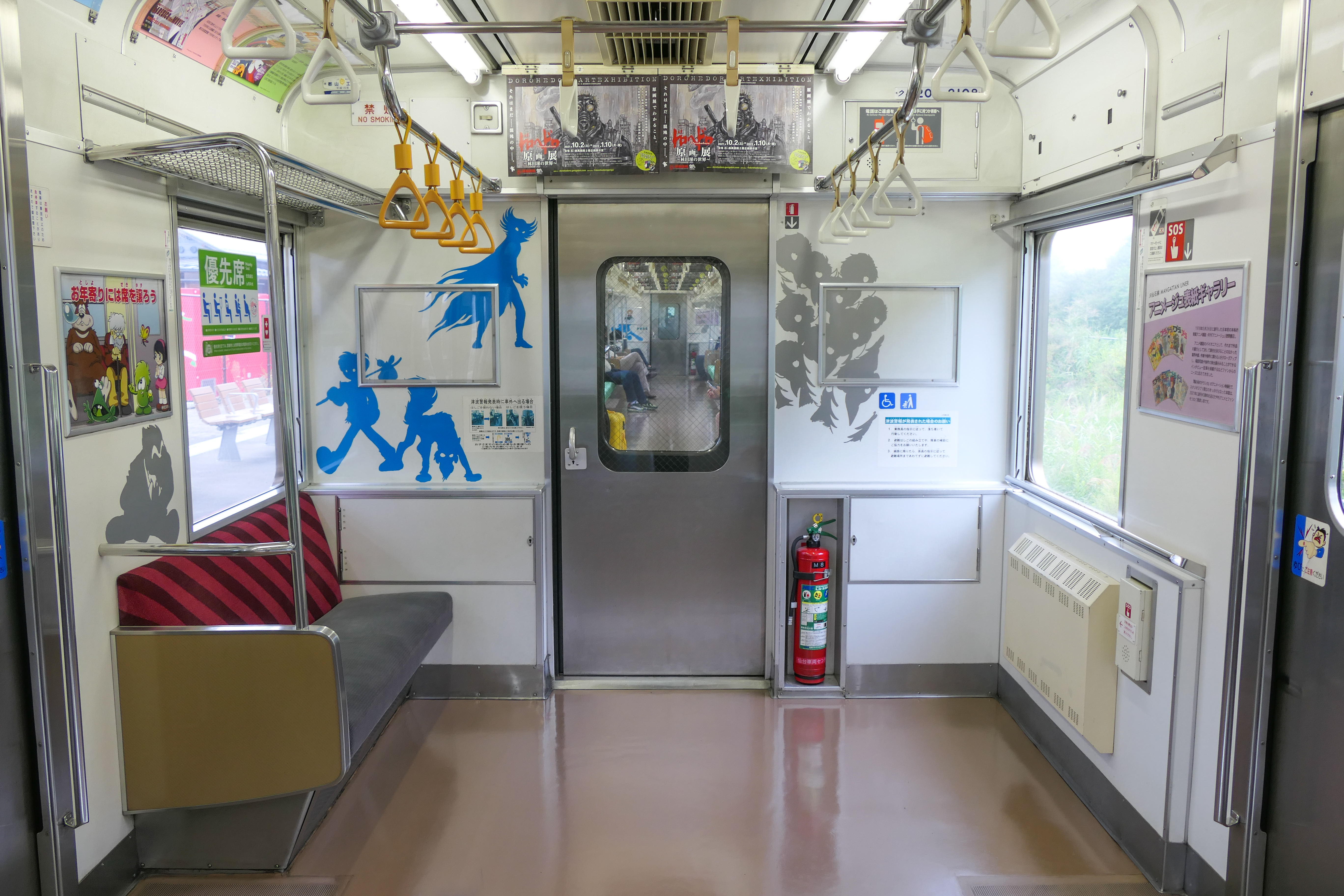
優先席和無障礙空間
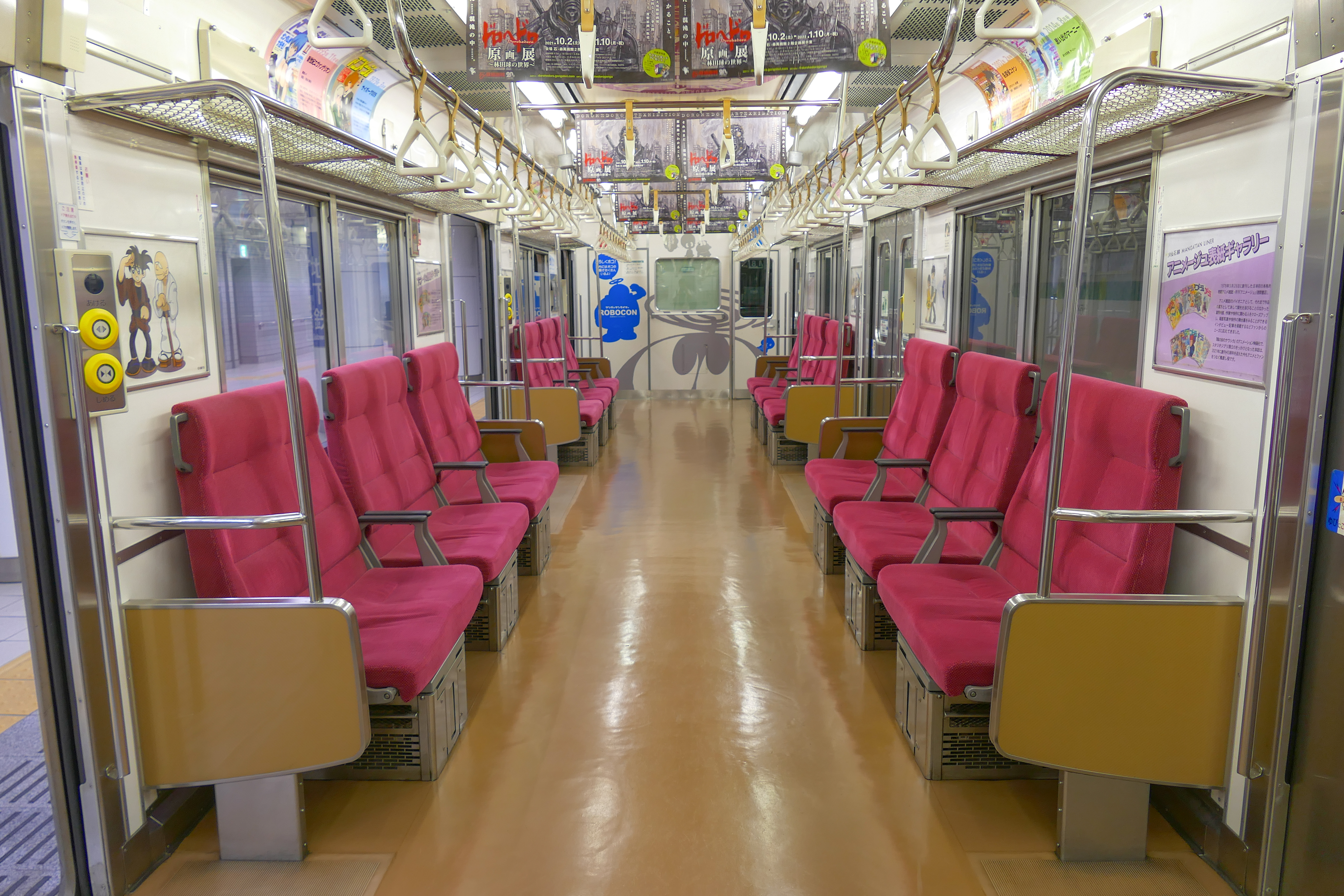
2WAY座椅車車内
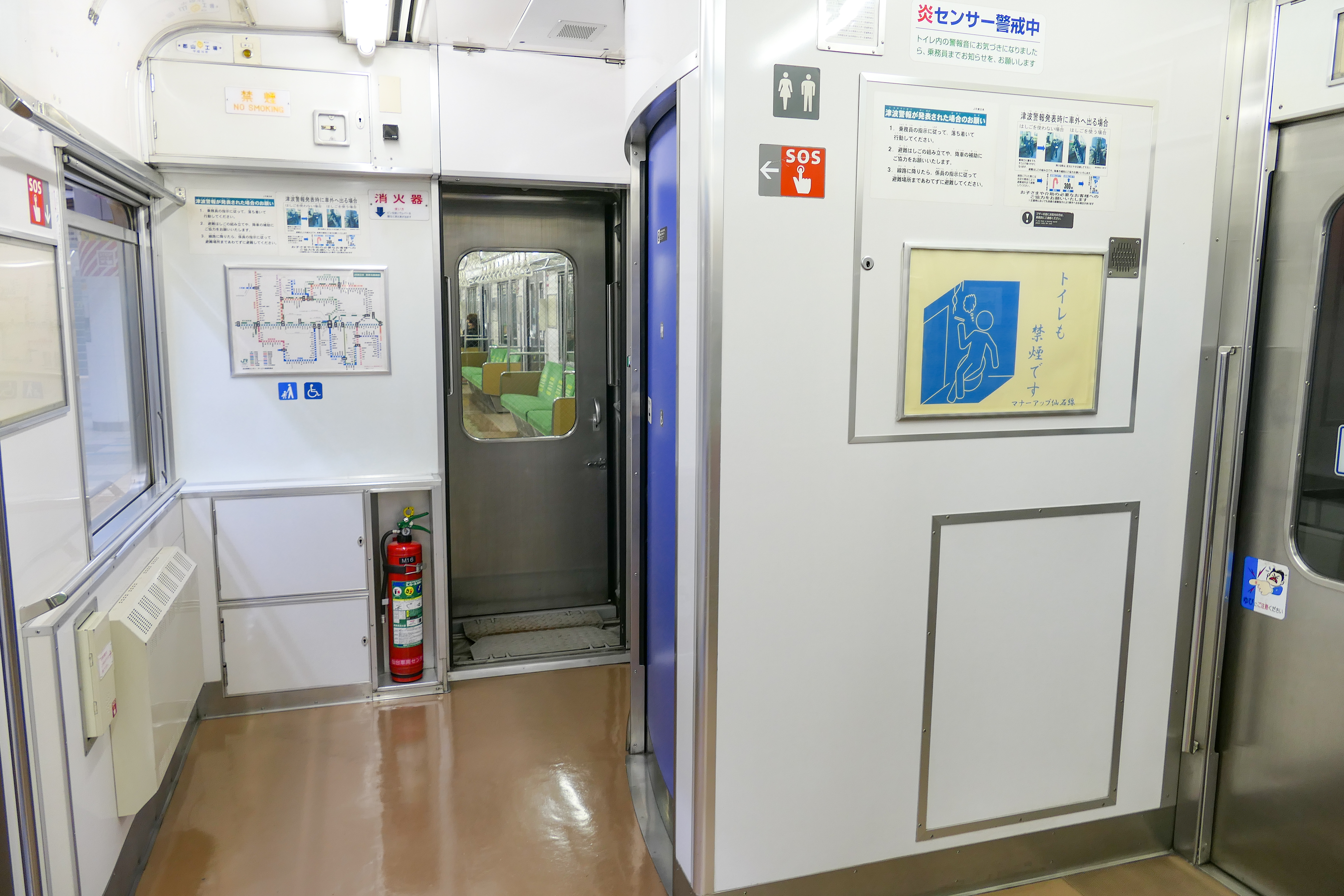
車内洗手間設置部
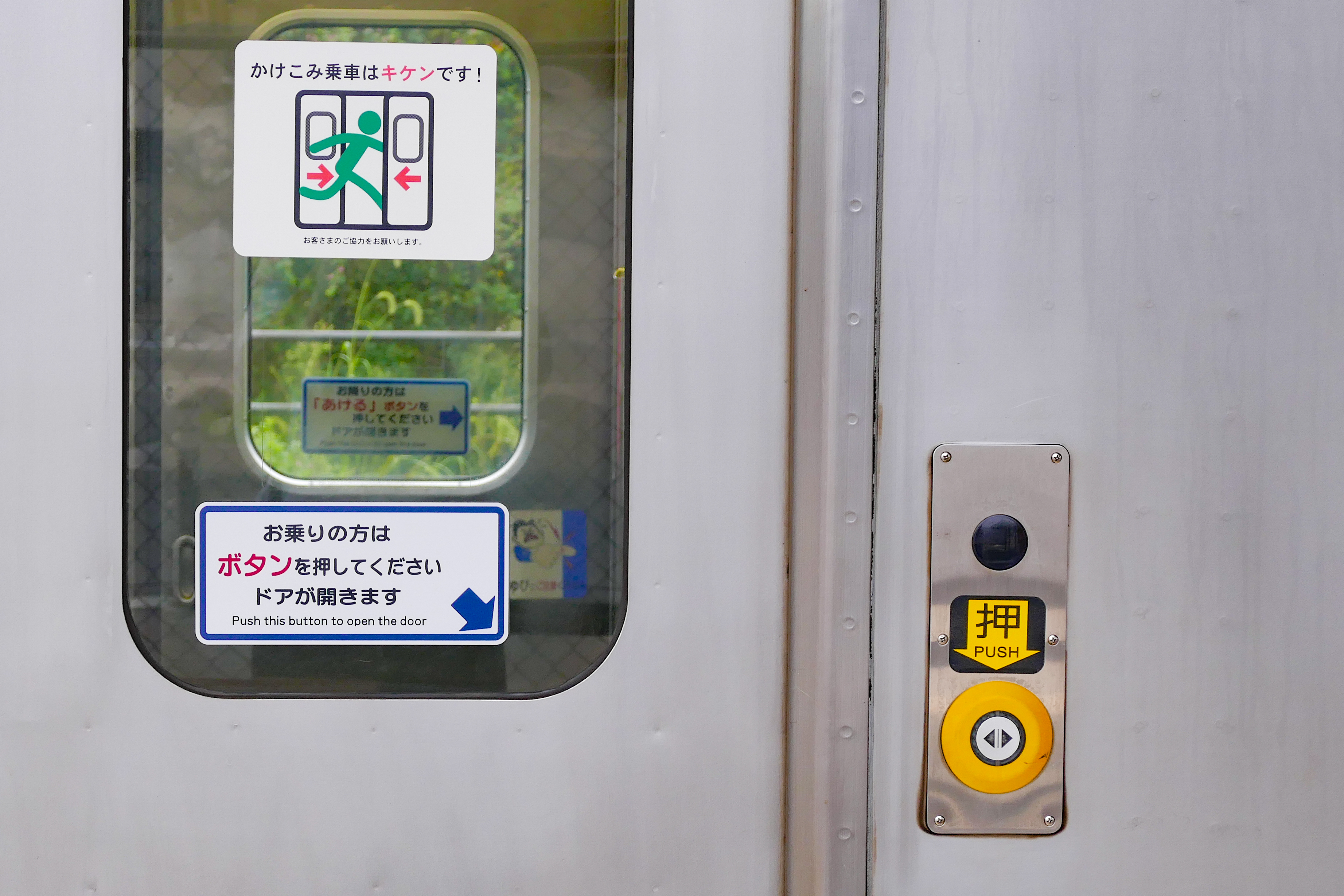
半自動門按鈕
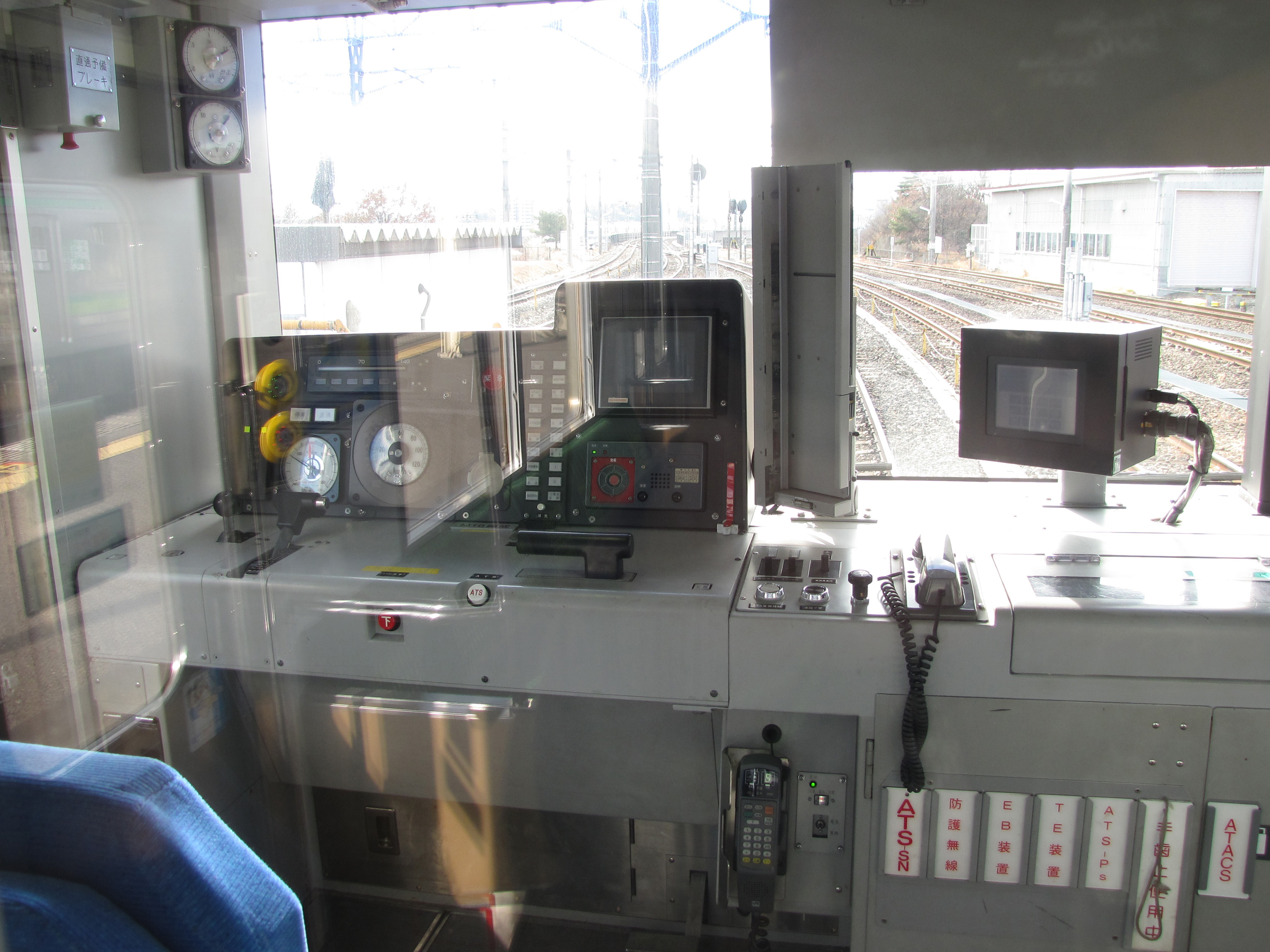
搭載ATACS用表示器的駕駛台。

### 5000番台
於2002年投入於武藏野線（8輛編組）。武藏野線直通的京葉線地下隧道段有較為陡斜的路段，故此行走的列車需要有較好的爬坡能力。當JR東日本為武藏野線更換老化的103系為原山手線的205系0番台時，考慮到上述原因原先計劃把列車重組成為6M2T（Tc-M-M'-M-M'-M-M'-Tc'）編成，但發現動力車輛不足以致未能把所有205系重組成6M2T的編成，所以部分山手線轉配的列車的動力來源改為VVVF逆變器，另外主電動機亦置換成出力較強的MT74形鼠籠形三相交流電動機，令列車維持4M4T（Tc-M-M'-T-T-M-M'-Tc'）的編成的同時能夠於滿載或上斜時候，表現與0番台6M2T車一樣甚至更佳。除了動力來源之外，其他部分沒有改變。

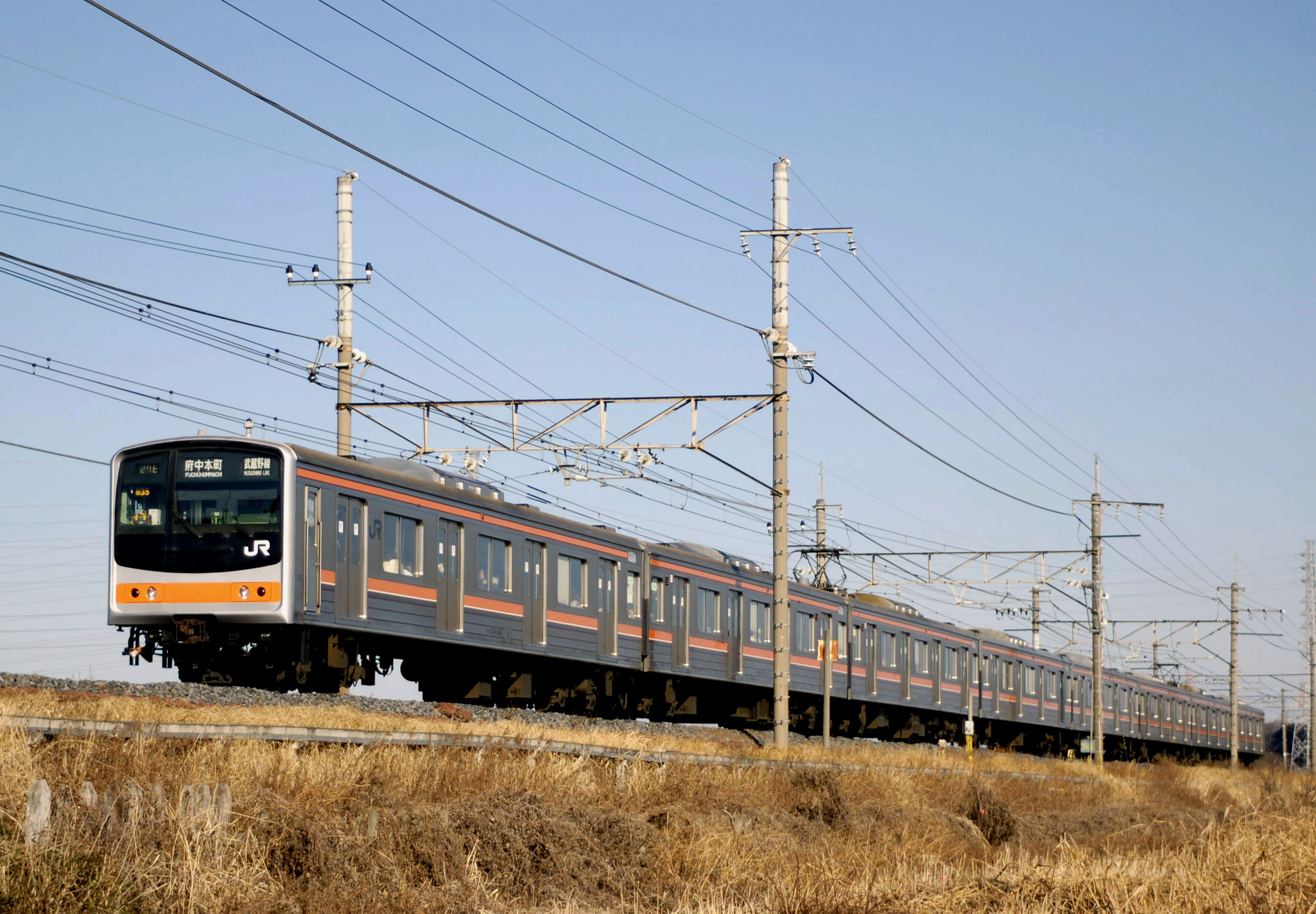
M35編成（東川口-東浦和）
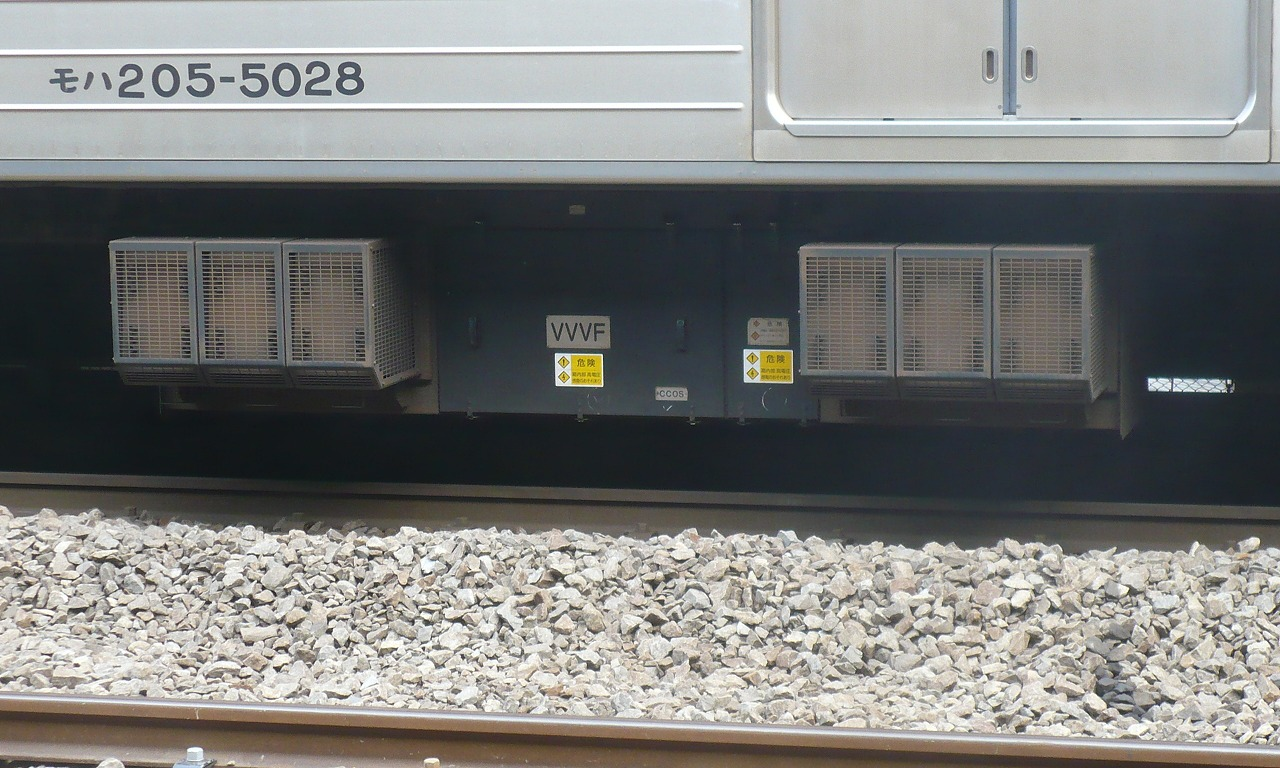
SC71形VVVF變頻器裝置
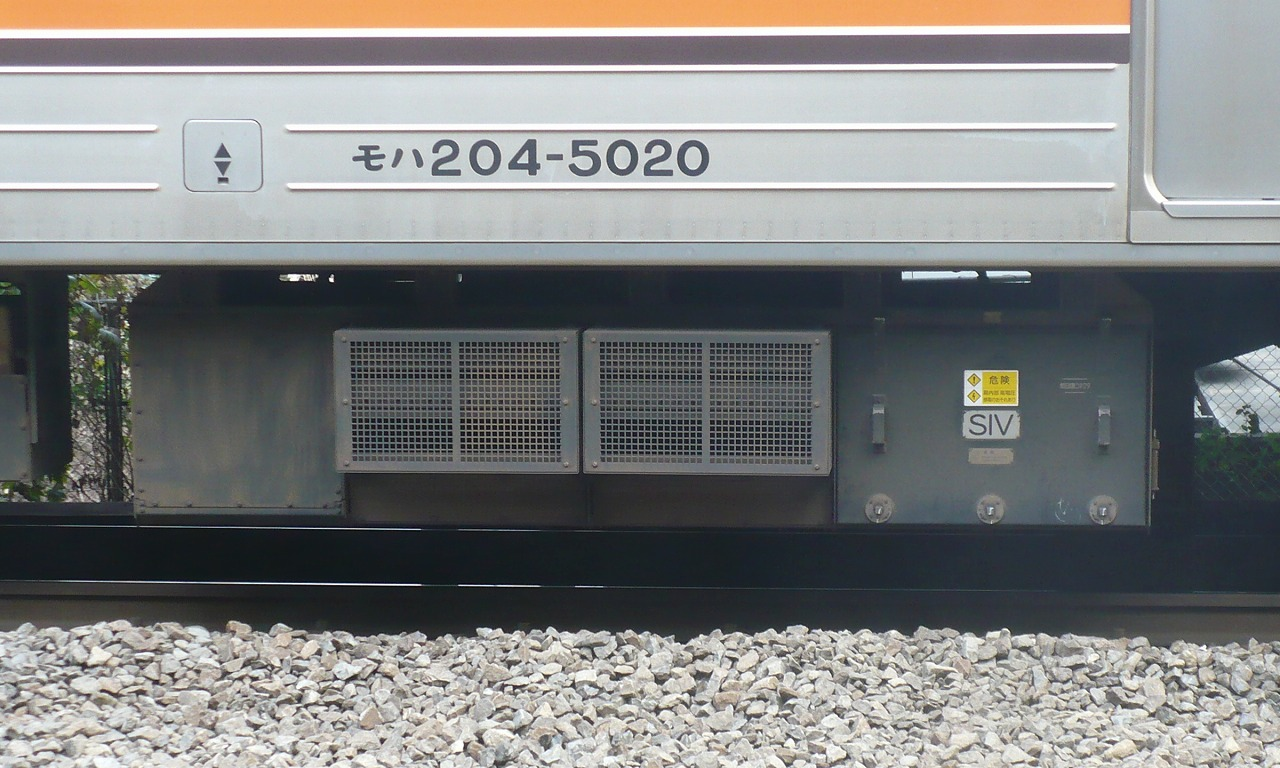
SC66B形靜止形變頻器裝置
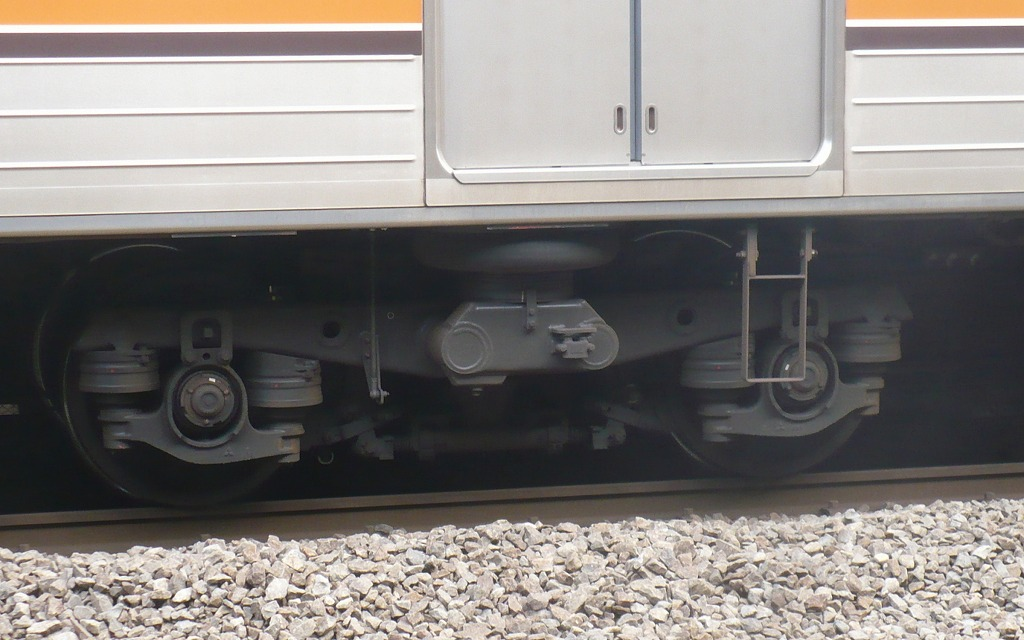
改造後DT70形轉向架

|          | ←東京・新習志野・南船橋方向府中本町・八王子方向→ |             |              |             |             |             |               |               |
| 車號     | 1                                                | 2           | 3            | 4           | 5           | 6           | 7             | 8             |
| 形式     | クハ205 (Tc)                                     | モハ205 (M) | モハ204 (M') | サハ205 (T) | サハ205 (T) | モハ205 (M) | モハ204 (M')  | クハ204 (Tc') |
| 搭載機器 |                                                  | VVVF        | MG,CP        |             |             | VVVF        | MG or SIV, CP |               |

### 600番台
於2013年投入於宇都宮線（小金井站至黑磯站）和日光線（4輛編組）。隨著行走宇都宮線小金井站至黑磯站一段和日光線的107系0番台和211系已屆退役年期，同時京葉線和埼京線的205系0番台隨著E233系5000番台和7000番台投入服務而退下火線，JR東日本遂決定將部分原屬京葉線和埼京線205系0番台重新編組、改造並翻新為205系600番台。本番台列車改造工事包括加設ATS-SN信號系統、車頭的連結器改為電氣連結器以方便併結運用、更換集電弓、針對日光線陡斜路段增設抑速制動、耐雪制動及車輪防空轉設備，車廂設備方面則增設車內洗手間、提升車輛耐寒效果及車門半自動化。本番台現有12編成，全部為小山車輛中心所屬，其中4編成車輛塗裝為日光色，其餘8編成為湘南色。

因應宇都宮線（宇都宮站 - 黒磯站）和日光線換入E131系，伴隨著2022年3月12日的時間表修訂，從此600番台正式退役。

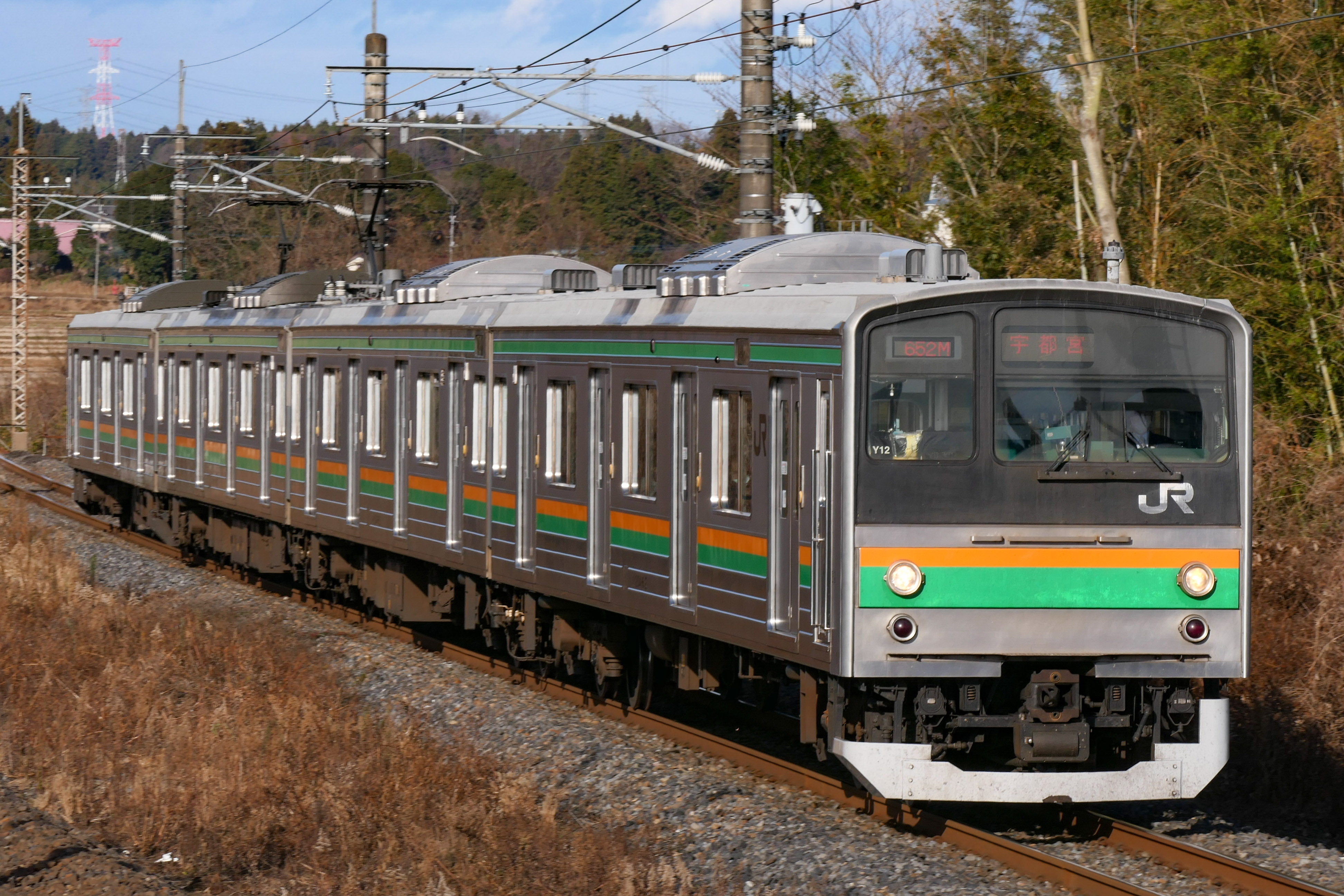
宇都宮線用Y12編成 （原川越車輛中心所屬車輛）
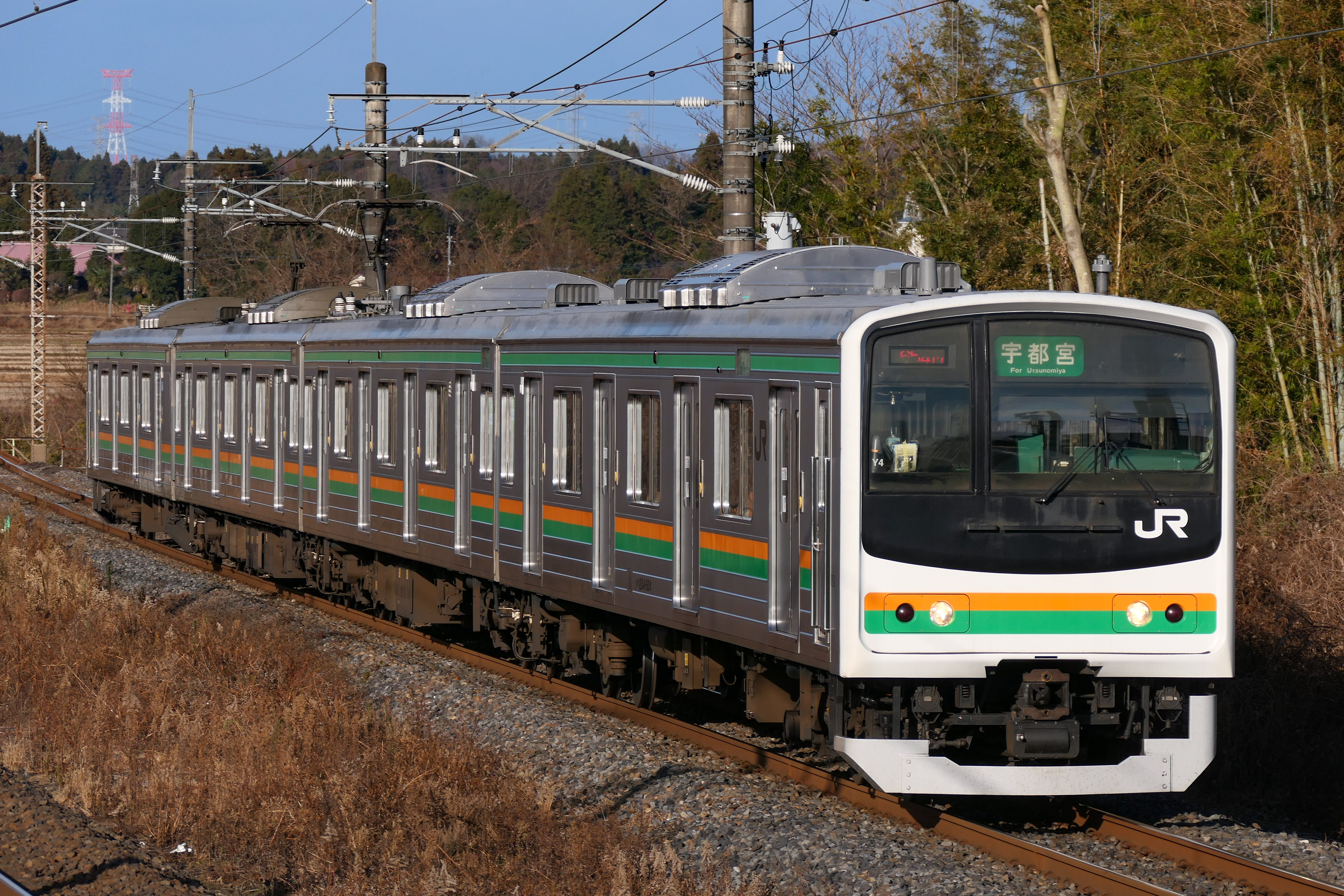
宇都宮線用Y4編成 （原京葉車輛中心所屬車輛）
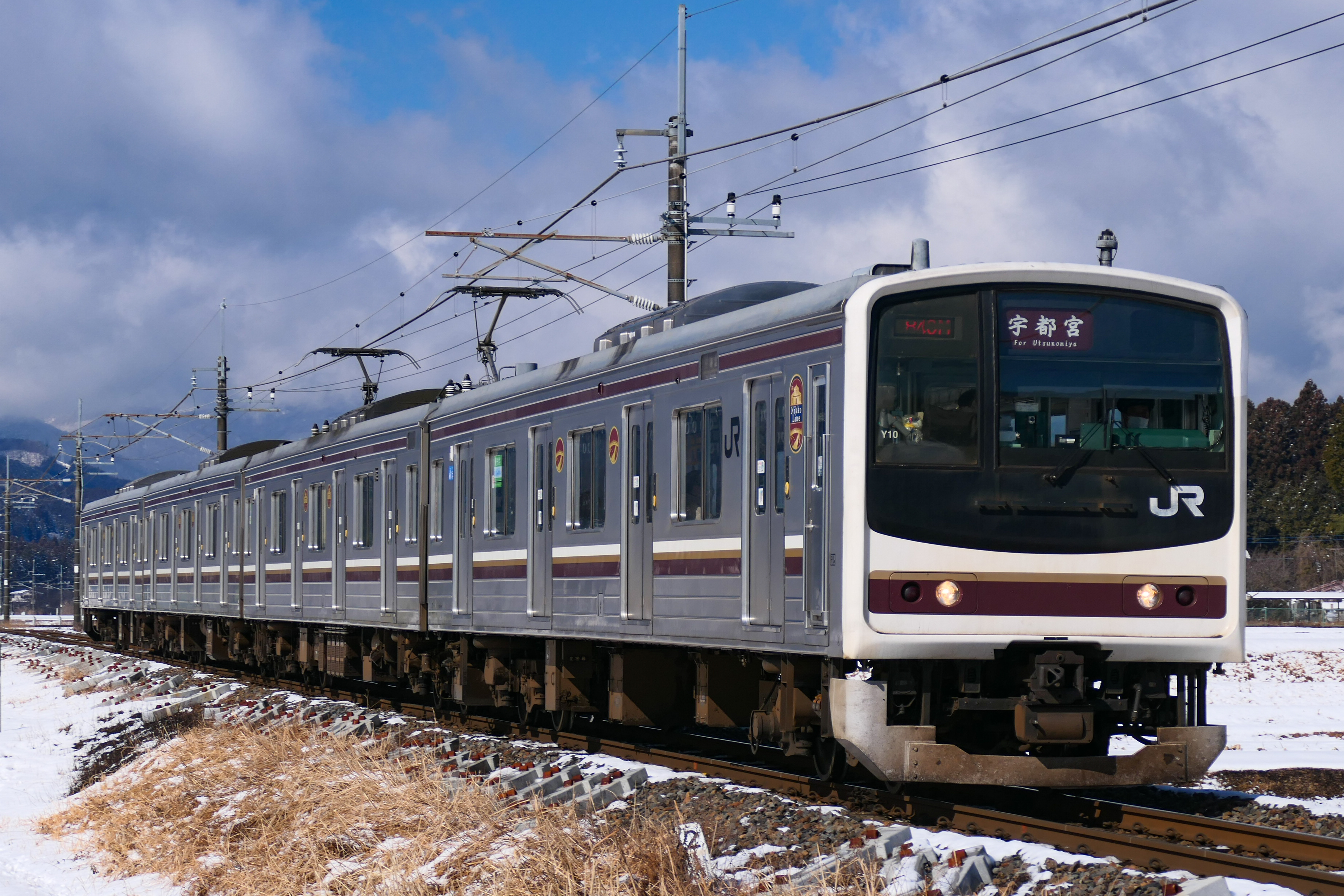
日光線用Y10編成 （原京葉車輛中心所屬車輛）
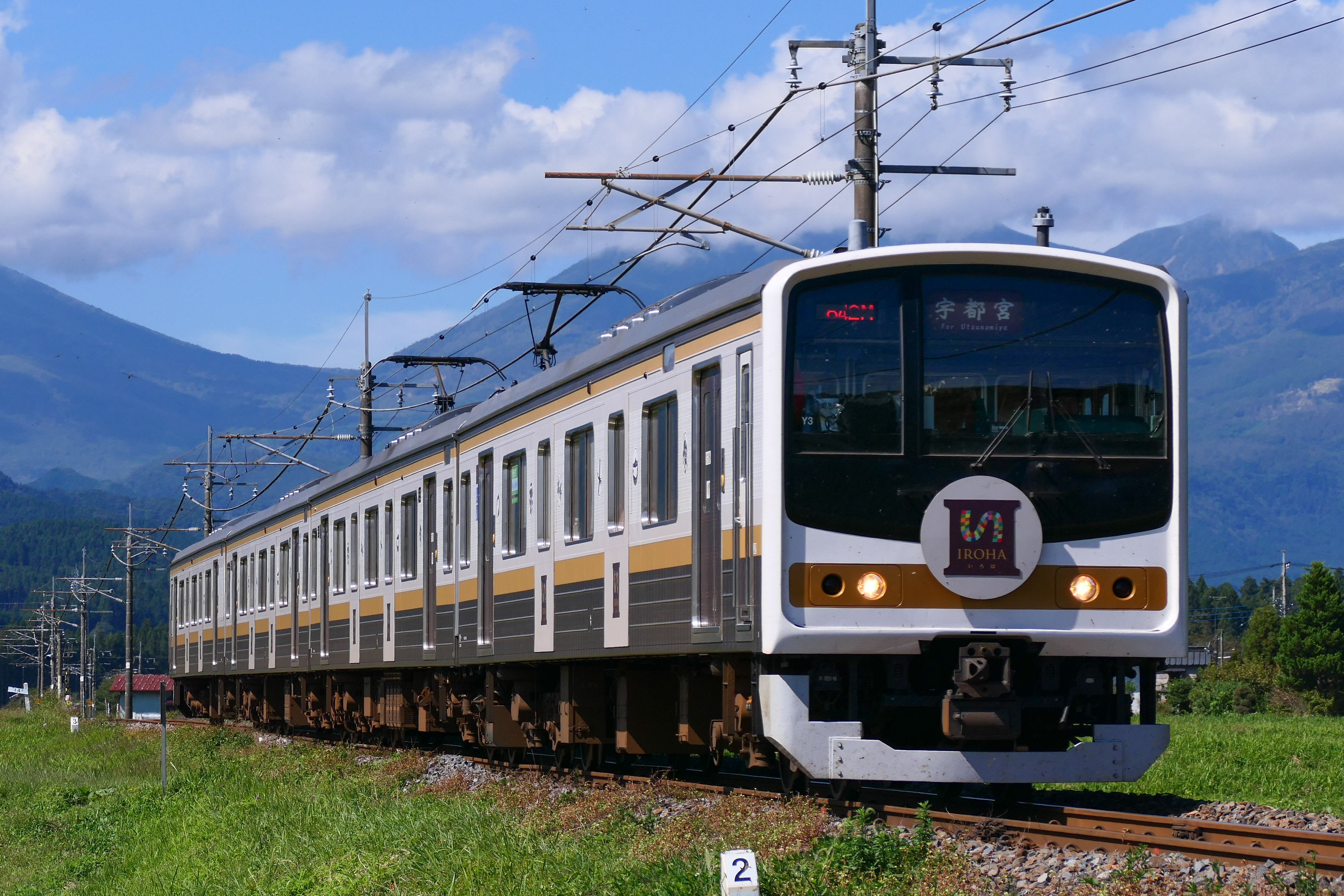
Y3編成「いろは」（原京葉車輛中心所屬車輛）
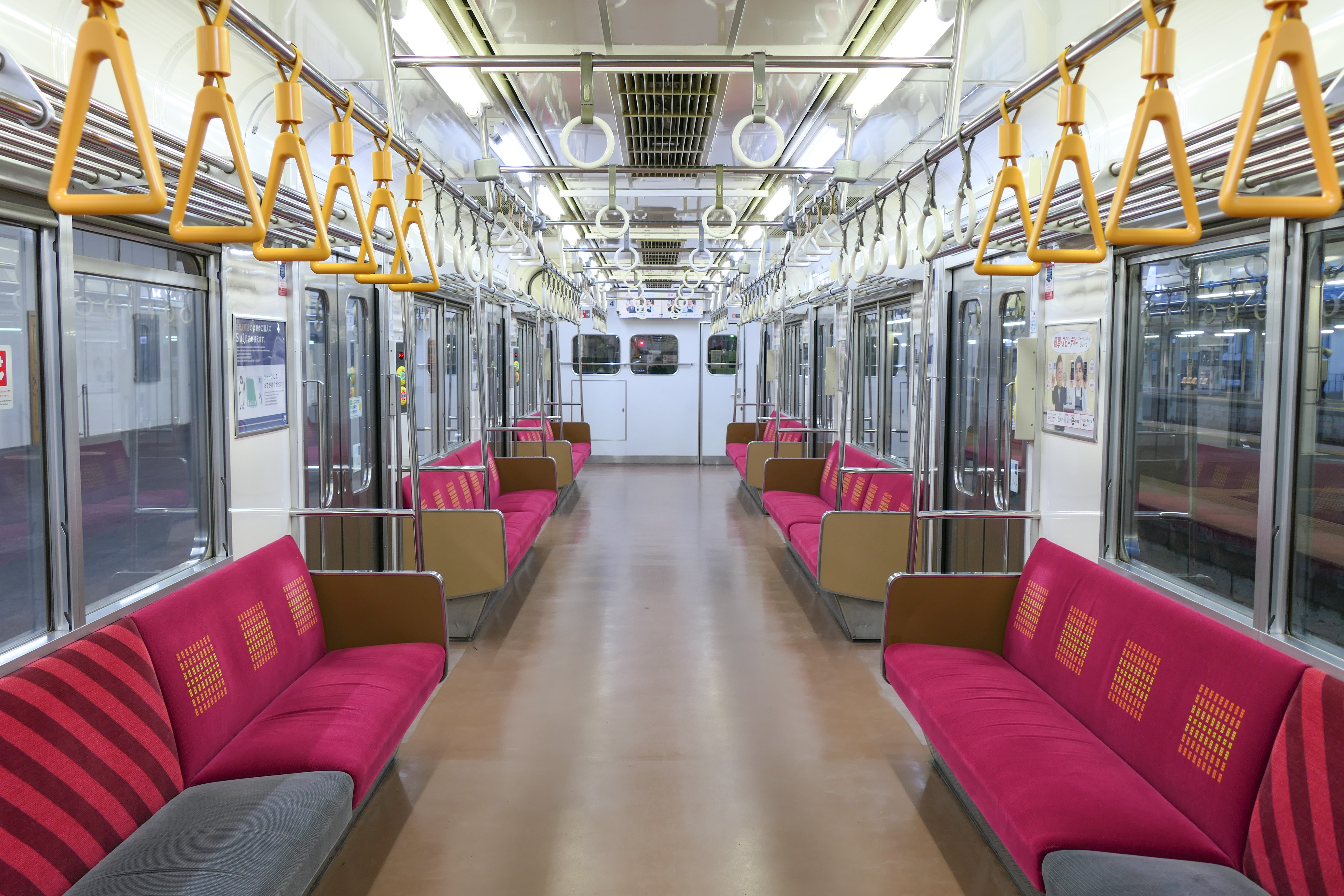
宇都宮線用600番台車内
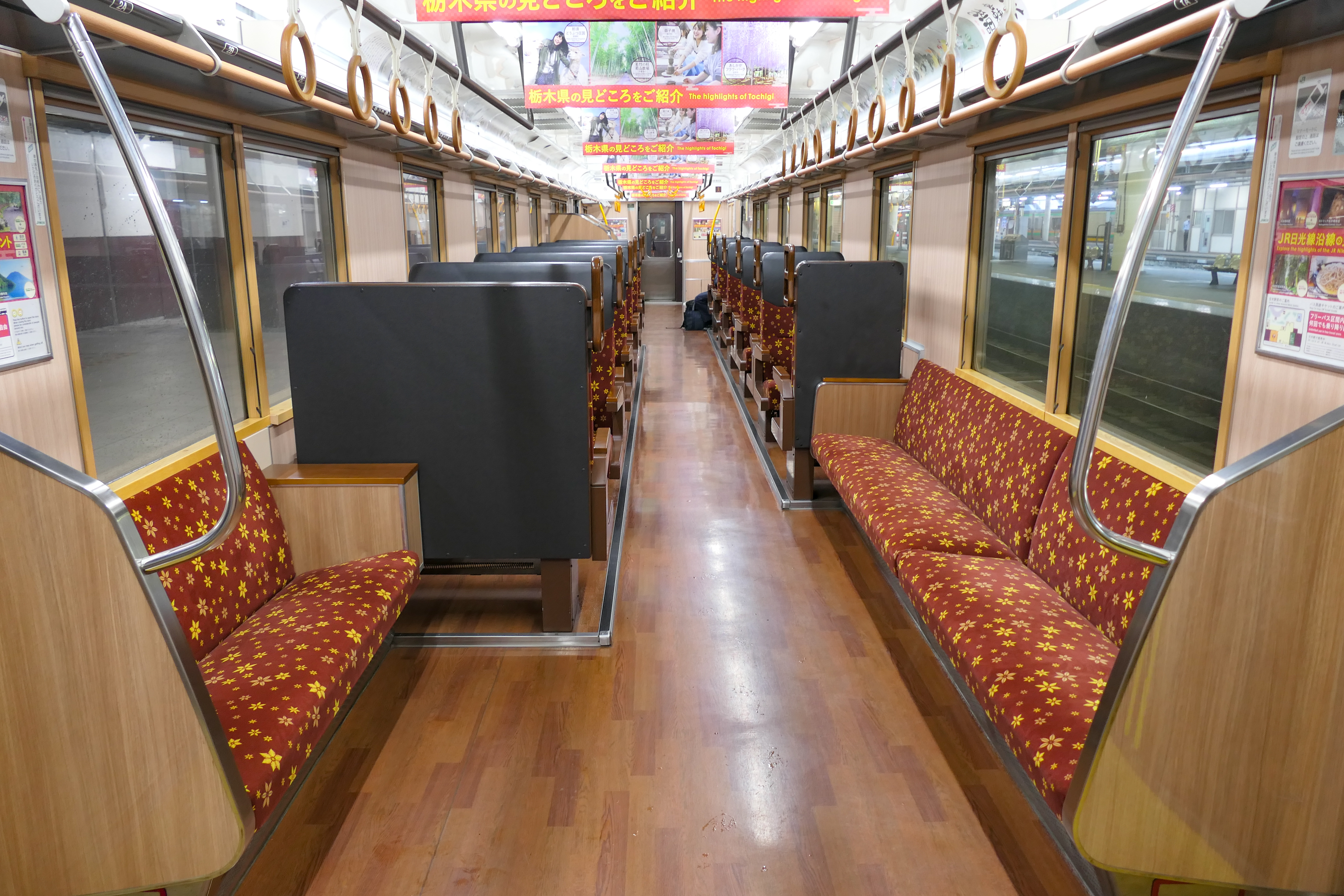
Y3編成「いろは」車内
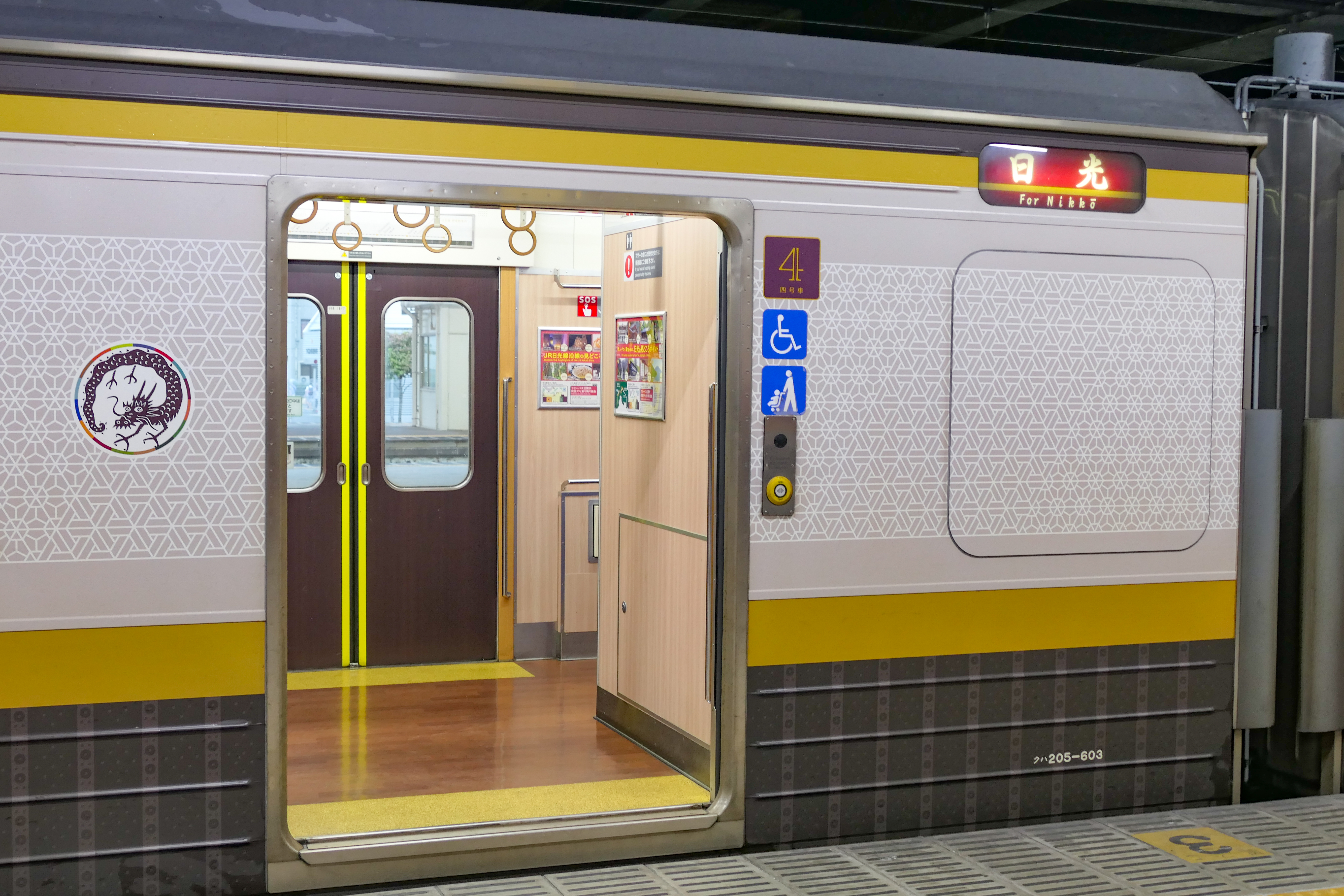
洗手間外観和半自動門按鈕
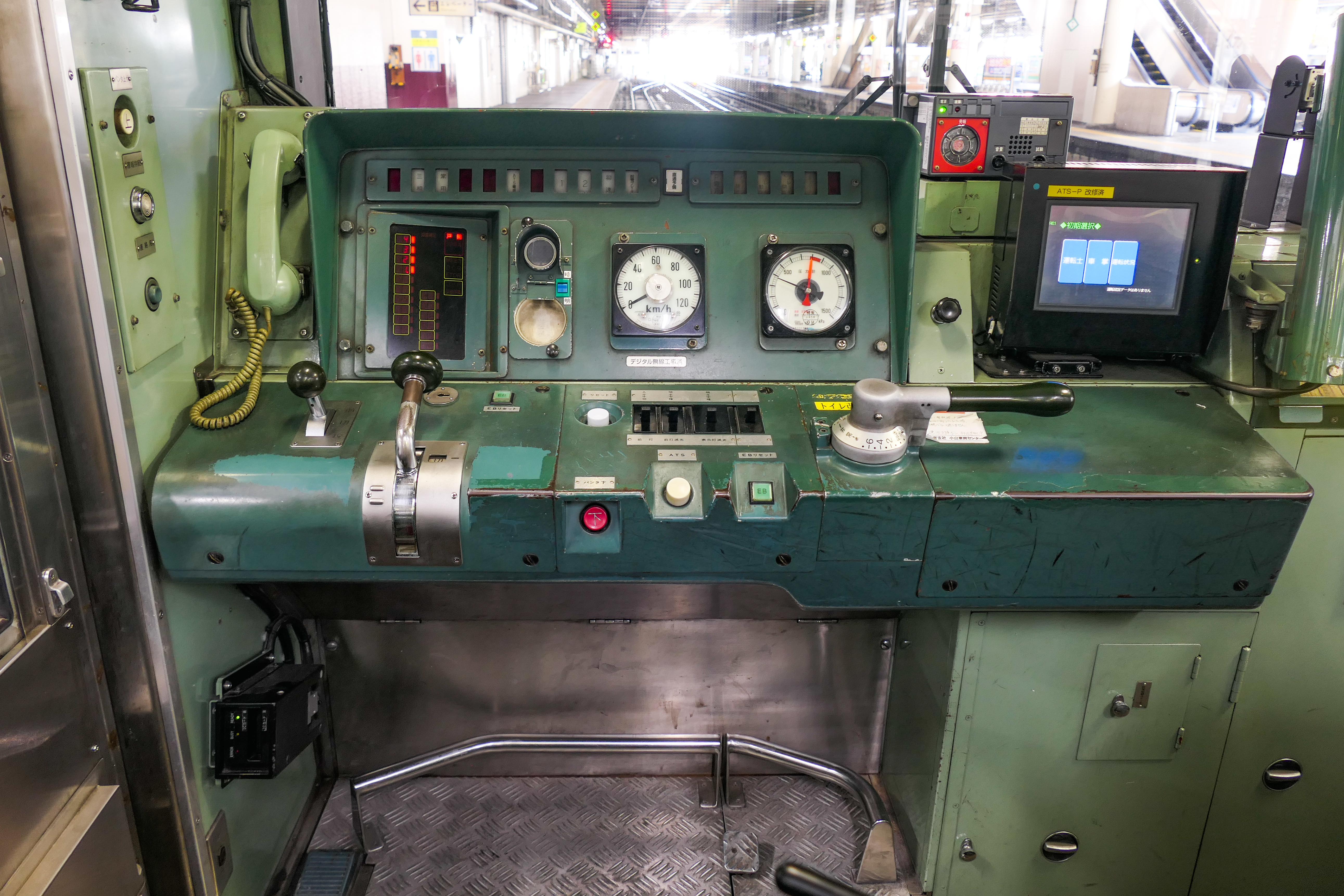
駕駛台（600番台）

|          | ←宇都宮方向日光・小金井方向→ |             |              |               |
| 車號     | 4                            | 3           | 2            | 1             |
| 形式     | クハ205 (Tc)                 | モハ205 (M) | モハ204 (M') | クハ204 (Tc') |
| 搭載機器 |                              | Cont        | MG・CP       |               |

|          | ←黒磯・宇都宮方向日光・小金井方向→ |             |              |               |
| 車號     | 4                                  | 3           | 2            | 1             |
| 形式     | クハ205 (Tc)                       | モハ205 (M) | モハ204 (M') | クハ204 (Tc') |
| 搭載機器 |                                    | Cont        | MG・CP       |               |

## 轉售車

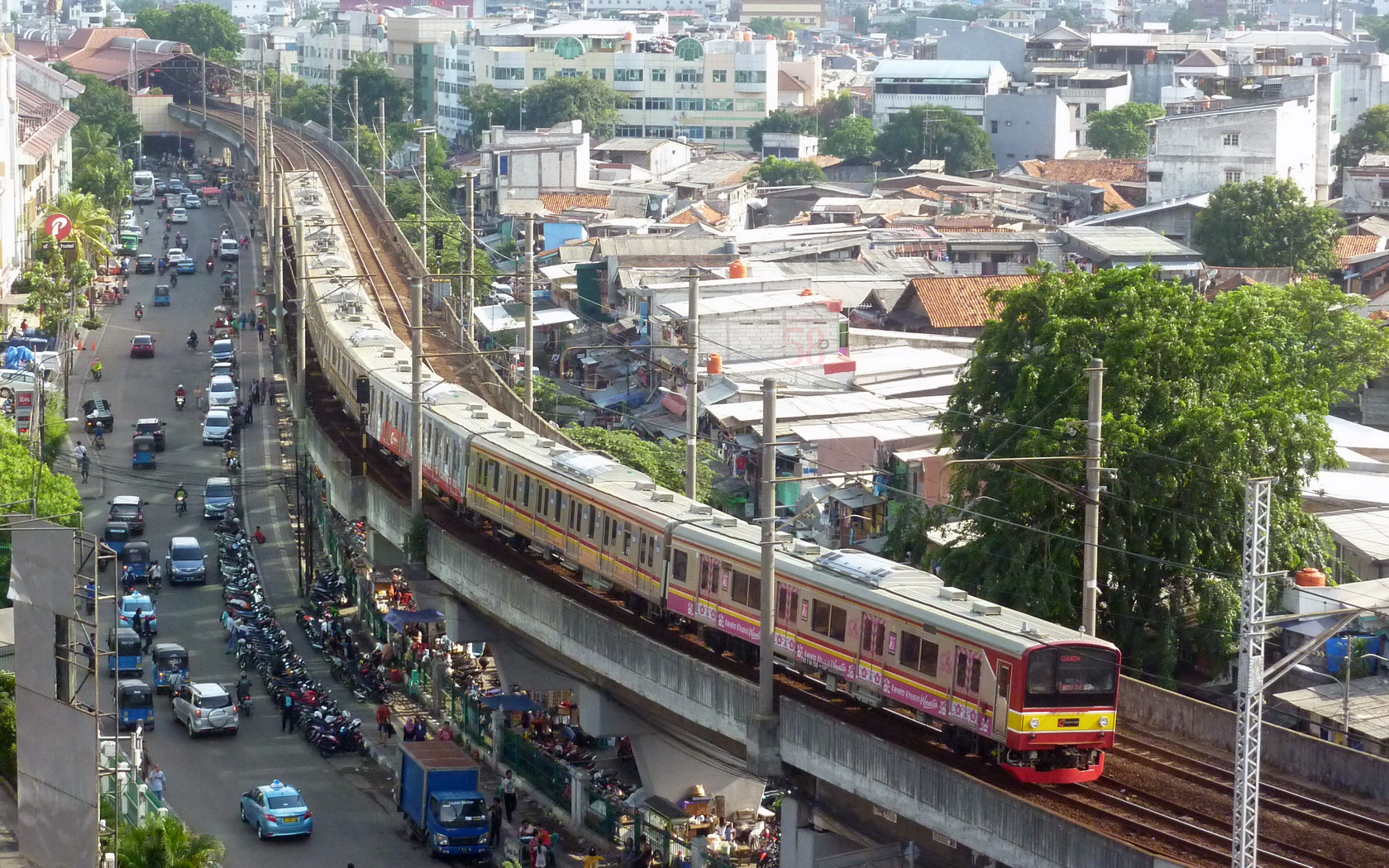
服役于印尼的205系（包括6门车厢）

富士急行6000系電力動車組
2011年，因應富士急行加快淘汰舊款車輛（富士急行1000系電力動車組）及加快空調化進程，遂向JR東日本購入6輛原屬京葉線的205系，車輛塗裝及內裝由知名設計師水戶岡銳治設計，JR東日本改組及翻新為兩組3輛編成，並於2012年2月29日富士急之日起投入服務。
印尼雅加達KAI Commuter Jabodetabek鐵路
2013年起，JR東日本開始大量轉售原屬埼京線、橫濱線、南武線和武藏野線的205系至印尼雅加達的KAI Commuter Jabodetabek鐵路。並全數已經投入服務，列車會按照原有編成繼續服務。

## 註解
1. ↑  「いろは」最終運用為同年3月26日

## 外部連結
- JR東日本介紹網頁 （页面存档备份，存于）